# Animals domèstics dels presidents dels Estats Units

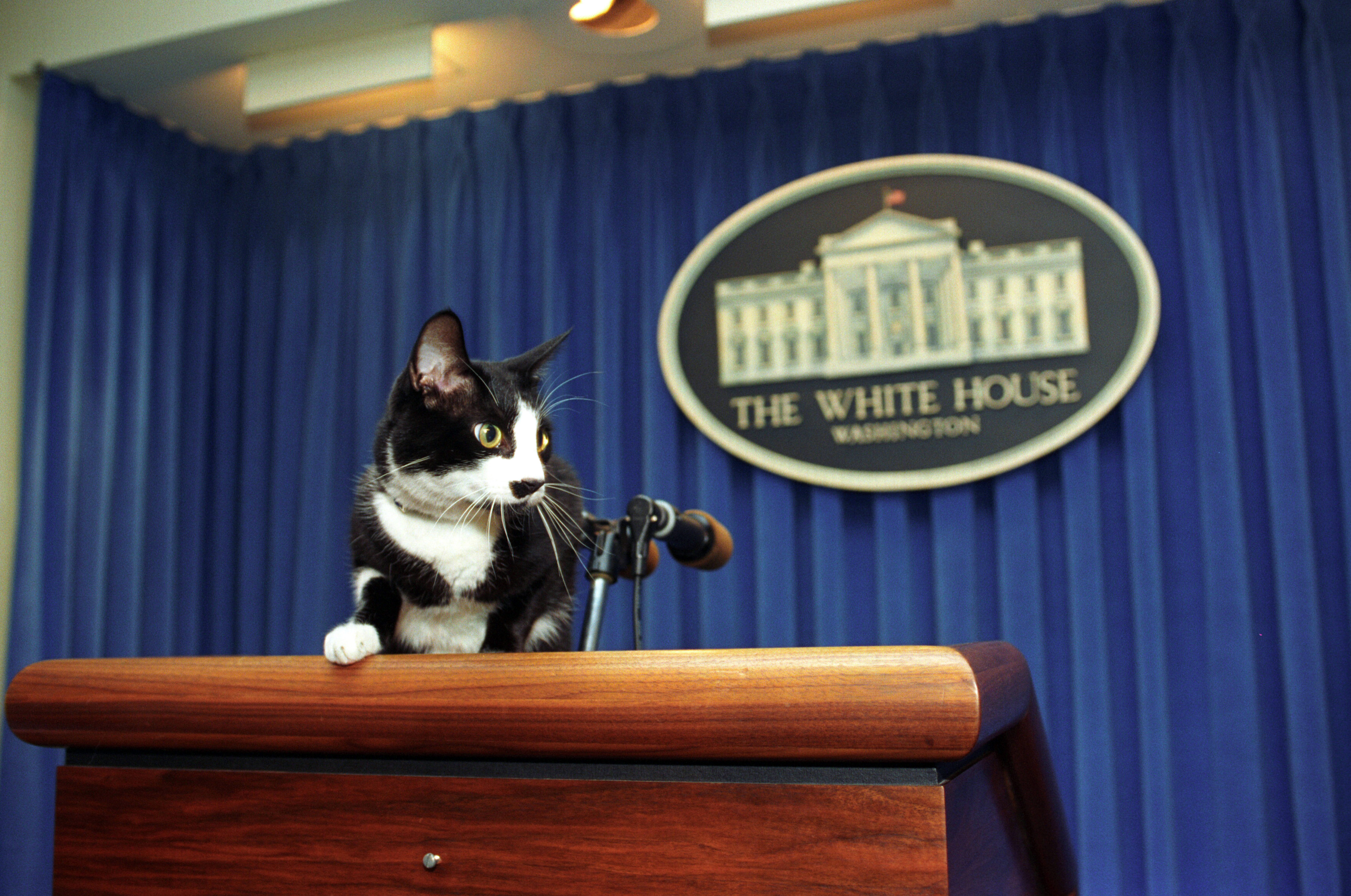
Socks, el gat de Bill Clinton, al podi a la Sala de Premsa de la Casa Blanca.

La majoria de presidents dels Estats Units han tingut animals de companyia mentre eren en el càrrec, o ells o les seves famílies. Donald Trump i James K. Polk són els únics presidents que no han tingut cap mascota durant el càrrec.

## Història
El primer president, George Washington, tenia molts gossos i un ruc donat pel rei d'Espanya, tot i que cap d'aquests animals va ocupar la Casa Blanca. La Casa Blanca es va inaugurar sota el mandat del seu successor, John Adams, el qual s'hi va instal·lar el 1800 amb diversos animals.

### Segle XX

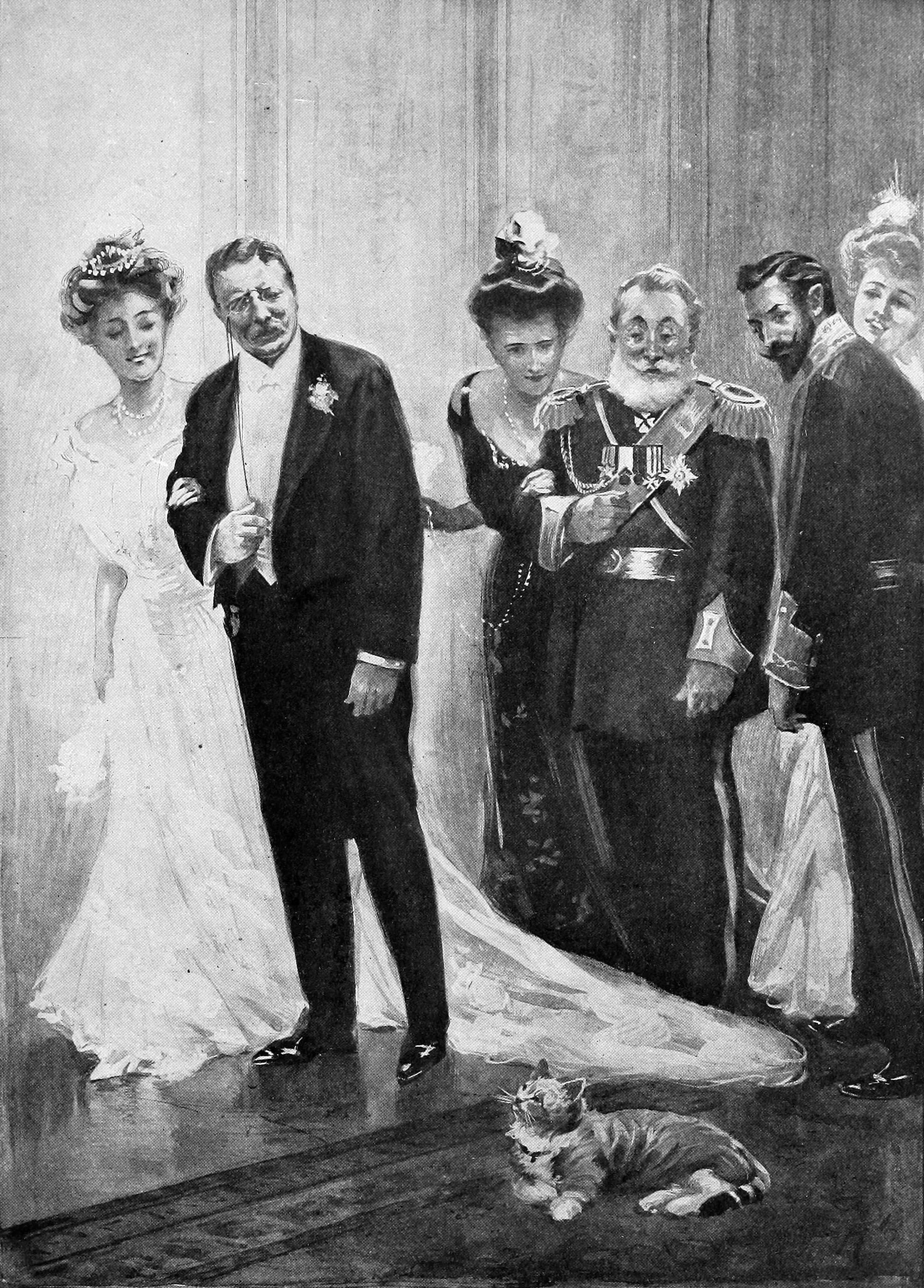
Il·lustració que representa a T. Rooseveld amb embaixadors distraient-se amb el gat Slippers.

Theodore Roosevelt (1901-1909) és probablement el que més animals va tenir: ossos, sargantanes, porcs, teixons, pollastres, lloros, cobaies i una multitud de gossos i gats. William H. Taft (1909-1913) tenia una vaca anomenada Pauline Wayne que li va proporcionar llet durant tot el seu mandat. El primer animal de companyia presidencial que es va fer famós va ser la Fala, una terrier escocès de Franklin D. Roosevelt (1933-1945), la qual rebia en el seu moment abundant correspondència i avui té una estàtua que la representa al costat del president al Memorial Franklin Delano Roosevelt de Washington.
Nikita Khrusxov va donar en senyal de pau a John F. Kennedy (1961-1963) la Punshinka, una filla de la gossa astronauta Strelka. Kennedy tenia diversos animals, inclòs un cavall per als seus fills. Els dos beagles Him i Her de Lyndon B. Johnson (1963-1969) van sortir a la portada de la revista Life. Johnson també era propietari del Yuki, un petit gos petaner que van trobar vagant a prop d'una gasolinera de Texas. Richard Nixon (1969-1974) tenia també diversos gossos, incloent-hi el spaniel anomenat Checkers. Gerald Ford (1974-1977) tenia un golden retriever i Jimmy Carter (1977-1981) vivia amb un gos i un gat. Ronald Reagan (1981-1989) era propietari de diversos gossos, però Rex, un cavalier King Charles spaniel, era el més conegut.
George H. W. Bush (1989-1993) tenia una springer spaniel anglès anomenada Millie, que va tenir cadells a la Casa Blanca. Bill Clinton (1993-2001) tenia un gos, Buddy, i un gat, Socks.

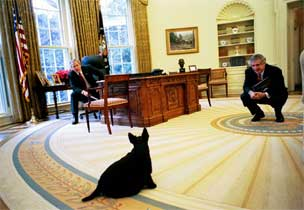
Barney al Despatx Oval.

### Segle XXI
La cobertura mediàtica de les mascotes presidencials va pujar amb George W. Bush, que tenia un dels springers nascuts de la gossa del seu pare, anomenat Spot Fetcher, dos terriers escocesos, Barney i Miss Beazley, i una gata anomenada Índia. El lloc web de la Casa Blanca publicava periòdicament informació, fotos i vídeos sobre Barney, que també apareixia habitualment durant les felicitacions de Nadal televisades del president.

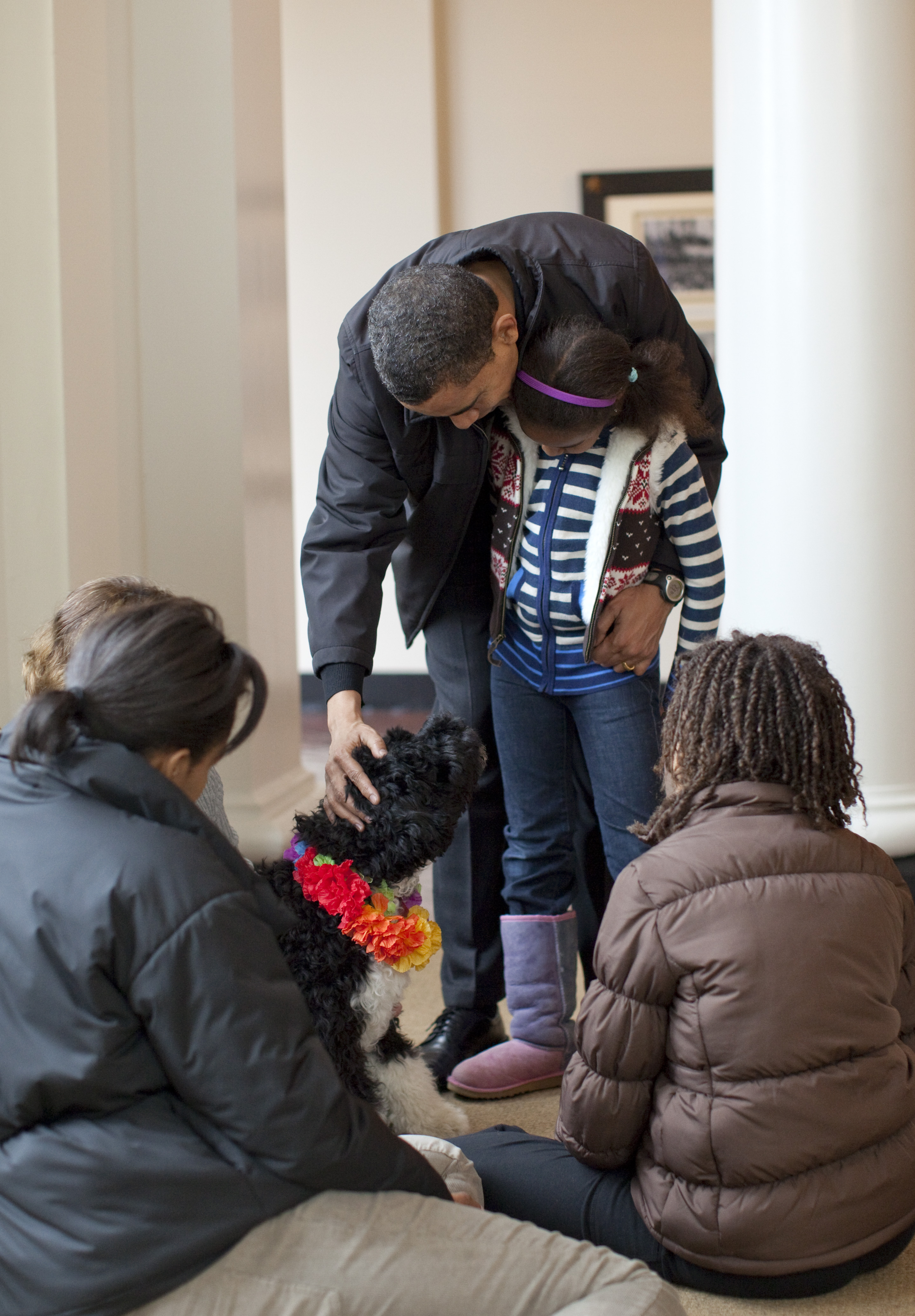
Els Obama amb Bo.

El president Barack Obama va anunciar durant el discurs de la victòria a Chicago, el vespre de les eleccions presidencials del 4 de novembre del 2008, que portaria un gos a la Casa Blanca tal com havia promès a les seves filles. Aquest anunci i la recerca d'un gos adequat (una de les seves filles era al·lèrgica als pèls de gos), van ser seguits per una important cobertura mediàtica i comentaris a Internet. Finalment, el senador Ted Kennedy, parent de la família presidencial, els va oferir un gos d'aigua portuguès (posseïa gossos d'aquesta raça, que són reputats no al·lèrgics) durant 6 mesos a l'abril del 2009 que Obama va batejar amb el nom de Bo. Bo va gaudir d'una presentació oficial als mitjans de comunicació el 14 d'abril de 2009.
Donald Trump no tenia animals de companyia coneguts.
El matrimoni Biden es va traslladar a la Casa Blanca amb dos pastors alemanys, Champ i Major. Major és el primer gos de refugi que arriba a la Casa Blanca, mentre que Champ ja havia viscut a Washington durant el mandat de Joe Biden com a vicepresident. Els Biden van anunciar la mort de Champ el 19 de juny de 2021, ja amb Biden exercint de President dels Eestats Units. Finalment el desembre del 2021 es va anunciar que el matrimoni presidencial havia adoptat un cadell de pastor alemany, el Commander; els funcionaris van dir més tard a la premsa que Major havia estat reubicat a un entorn més tranquil.

## Influència mediàtica
El primer gos de la Casa Blanca a rebre cobertura mediàtica va ser el de Warren G. Harding; era una gossa i s'anomenava Laddie Boy.
La cobertura mediàtica dels animals presidencials és tal als Estats Units que, per exemple, el febrer de 2009 la mort de Socks, el gat de Bill Clinton quan era a la Casa Blanca i que des de llavors havia viscut amb la seva antiga secretària Betty Currie, es va anunciar als principals mitjans de comunicació nord-americans, vuit anys després que els Clinton abandonessin la Casa Blanca. Al febrer de 2013, la mort de Barney també va aparèixer a tots els mitjans nacionals.
Des de la presidència de Richard Nixon, Dane Haney, jardiner principal de la Casa Blanca, ha estat responsable dels FDOTUS, o First Dog of the United States (Primer Gos dels Estats Units), un joc de paraules que fa referència a l'acrònim POTUS (President of the United States) i FLOTUS (First Lady of the United States).

## Presidential Pet Museum
El 1999 es va innaugurar a Williamsbug, Virgínia, el Presidential Pet Museum, un museu dedicat a la història dels 400 animals que han habitat la Casa Blanca durant dos segles.

## Llista d'animals domèstics dels presidents
A part dels animals de companyia tradicionals, aquesta llista inclou alguns animals normalment considerats bestiar o animals de càrrega que van tenir una relació estreta amb els presidents o les seves famílies. Els presidents sovint han rebut animals exòtics de dignitaris estrangers; alguns cops els presidents se'ls han quedat, tot i que el més habitual és que es donin a un zoològic.
| President              | Animals | Imatges |
| ---------------------- | --- | ------- |
| George Washington      | - Sweetlips, Scentwell i Vulcan (entre d'altres) – Foxhound americans. - Drunkard, Taster, Tipler, i Tipsy – Coonhounds negre i bronze. - Royal Gift – Ruc andalús, un regal del rei Carles III d'Espanya. - Nelson (1763–1790) i Blueskin – Els cavalls de guerra de Washington. - Snipe – Lloro. - Cornwallis, anomenat així pel General Cornwallis – Llebrer anglès. - Samson, Steady, Leonidas, Traveller, Magnolia – Cavalls sementals. |         |
| John Adams             | - Juno, Mark, i Satan – Gossos. - Cleopatra i Caesar – Cavalls. |         |
| Thomas Jefferson       | - Dick – Ocell mímid. Dick era el favorit del president d'entre almenys quatre mímids més que tenia al seu càrrec. - Bergère i Grizzle – Gossos pastors de França, possiblement Briards. - Dos cadells d'ossos de l'espècie Ursus arctos horribilis, un mascle i una femella, dotats del capità Zebulon Pike; considerant-los "massa perillosos i molestos per a mi", Jefferson els va cedir a Charles Willson Peale pel seu museu a Filadèlfia. - Caractacus – cavall. Porta el nom de Caratac, un capdill britànic del segle primer; era la descendència de l'euga Allycroker de Jefferson i d'un godolphin arabian anomenat Young Fearnought. |         |
| James Madison          | - Polly – Lloro. Va sobreviure a James i Dolley Madison. |         |
| James Monroe           | - Spaniel – Pertanyia a la seva filla petita, Maria Monroe. - Sebastian – Husky siberià. |         |
| John Quincy Adams      | - Cucs de seda – La primera dama Louisa Adams en filava la seda. - Un al·ligàtor – Es diu que pertanyia al marquès de Lafayette i que va estar allotjat durant dos mesos a la sala est. Tot i que aquesta història ha estat àmpliament difosa, la manca d'evidències en fonts contemporànies o registres oficials suggereix que es tracti d'un mite. |         |
| Andrew Jackson         | - Polly (o Poll) – Lloro gris. Va aprendre a renegar (va assistir al funeral de Jackson, però el van haver de treure perquè no parava de blasfemar). - Galls per a baralles. - Bolivia, Emily, Lady Nashville, Sam Patch, i Truxton – Cavalls. Sam Patch portava el nom de l'aventurer conegut amb el sobrenom de The Yankee Leaper. |         |
| Martin Van Buren       | - Va tenir en propietat dos cadells de tigre cedits per Said bin Sultan, sultà de Masqat i Oman abans que el Congrés l'obligués a donar-los al zoo. |         |
| William Henry Harrison | - Sukey – Bou de Durham. - Una cabra. |         |
| John Tyler             | - Le Beau – Llebrer italià. - Johnny Ty – Canari. - the General – Cavall. |         |
| James K. Polk          | - Cap animal conegut. |         |
| Zachary Taylor         | - Old Whitey – Cavall que l'havia acompanyat en les seves guerres. - Apollo – Poni; havia pertanyut a un circ, i va ser un regal per a la seva filla. Residia a les cavallerisses de la Casa Blanca amb Old Whitey. |         |
| Millard Fillmore       | - Mason i Dixon – Ponis. |         |
| Franklin Pierce        | - Almenys dos petits spaniel japonesos, que van arribar a la Casa Blanca com a part d'un intercanvi de regals amb el Japó després de l'expedició de Perry. - Dos ocells del Japó, que acabava d'obrir els seus centres comercials als Estats Units. |         |
| James Buchanan         | - Lara – Gos terranova. - Punch – Terrier miniatura anglès. - Una àguila. |         |
| Abraham Lincoln        | - Nanny i Nanko – Cabres. - Jack – Gall d'indi. Estava destinat al sopar de Nadal, però Lincoln va intervenir-hi per salvar-lo. - Fido (ca. 1851 – 1865) – Gos.Llebrer italià. Va ser "assassinat" per un borratxo amb un ganivet, pocs mesos després de l'assassinat de Lincoln; "Fido" es va convertir en un nom habitual de gos gràcies al famós gos de Lincoln. - Jip – Gos.Llebrer italià - Tabby i Dixie – Gats. Lincoln va declarar un cop que Dixie era més intel·ligent que tot el seu gabinet. - Un cavall. - Un conill. - Old Bob – Cavall. |         |
| Andrew Johnson         | - Fed – Un ratolí de potes blanques que havia trobat al seu dormitori. |         |
| Ulysses S. Grant       | - Butcher's Boy, Cincinnati, Egypt, Jeff Davis (la seva muntura de guerra), Jennie, Julia, Mary i St. Louis - Cavalls. Grant va comprar Butcher's Boy a un carnisser després que l'animal perdés una carrera improvisada pels carrers de Whashington. Cincinnati, per la seva banda, era un pura sang amb un reputat pedigrí de carreres. - Billy Button i Reb – Ponis. - Faithful – Gos terranova. - Rosie – Gos. |         |
| Rutherford B. Hayes    | - Dot – Cocker Spaniel. - Hector – Gos terranova. - Duke – Mastí anglès. - Grim – Llebrer anglès. - Otis – Schnauzer miniatura.] - Juno i Shep – Gossos de caça. - Jet – Gos. - Piccolomini – Gat (Pressmptament anomenat així pel general italià). - Siam – Primer gat siamès dels Estats Units. - Miss Pussy – Gat siamès. - Old Whitey – Cavall. |         |
| James A. Garfield      | - Kit – Cavall. - Veto – Gos. |         |
| Chester A. Arthur      | - Un conill. - Tres cavalls. |         |
| Grover Cleveland       | - Hector – Caniche. - Ocells mímids - Tres teckel. |         |
| Benjamin Harrison      | - Whiskers ("His Whiskers" o "Old Whiskers") - Cabra. Mantinguda a la Casa Blanca pels nets del president; podria haver pertangut a Russell Harrison. - Dash – Collie. - Mr. Reciprocity i Mr. Protection – Opòssums, anomenats així per la plataforma del partit republicà del 1896, que incloïa la reflexió següent: "La protecció i la reciprocitat són mesures bessones de la política republicana i van de la mà". - Dos al·ligàtors – Segons uns comptes, Russell Harrison guardava dos al·ligàtors al conservatori de la Casa Blanca. |         |
| William McKinley       | - Washington Post – Lloro mexicà de cap groc. Sabia xiular el "Yankee Doodle". - Valeriano Weyler i Enrique DeLome – Dos gatons de la raça angora. Anomenats així pel general español Valeriano Weyler i l'embaixador d'España als Estats Units Enrique Dupuy de Lôme. - Galls. |         |
| Theodore Roosevelt     | - Admiral Dewey, Bishop Doane, Dr. Johnson, Father O'Grady i Fighting Bob Evans – Conills porquins. - Algonquin – Poni de les Shetland. El preferit del fill de Roosevelt, Archie. - Baron Spreckle – Gall. Probablement anomenat així per l'empresari del sucre el baró Claus Spreckels. - Bill the Lizard – Llargandaix. Portat de Califòrnia i descrit com una "granota amb banyes" (vegeu llargandaix cornut); segurament porta aquest nom pel personatge de Lewis Carroll Bill the Lizard. - Blackjack –Terrier de Manchester. - Eli Yale – Guacamai jacint. Anomenat així pel comerciant britànic (també homònim de la universitat). - Emily Spinach – Colobra del gènere Thamnophis. Anomenat així per la filla de Roosevelt, Alice, perquè "era tan verda com els espinacs i tan prima com la tia Emily". - Fedelity – Poni. - Gem i Susan – Gossos. - Jack i Peter – Terriers. - Jonathan Edwards – Cria d'ós negre procedent Virgínia Occidental. Anomenat així pel líder religiós, i avantpassat d'Edith Kermit Carow, l'esposa de Roosevelt. Va acabat donat al Zoo de Bronx. - Jonathan – Rata bicolor. - Josiah (o "Josh") – Toixó. Durant una gira en tren per l'Oest dels Estats Units, Roosevelt va adquirir Josiah, de dues setmanes de vida, en una parada a Sharon Springs, Kansas. - Manchu – Pequinès. - Maude – Porc. - Peter Rabbit – Conill. Se li va donar un funeral "d'estat adequat". - Pete – Bull Terrier. Enviat a Long Island "després de mossegar massa cames". - Rollo – Santbernat. - Skip – Gos mestís. - Sailor Boy – Chesapeake Bay Retriever. - Tom Quartz i Slippers – Gats. Tom Quartz es deia així per un gat que apareixia en una història de Mark Twain. - Bill – Hiena tacada. Regal de l'emperador Menelik II d'Etiòpia. - Òliba. - Gall d'una sola pota.                                                                             |         |
| William Howard Taft    | - Mooly Wooly i Pauline Wayne – Vaquess. Pauline (o "Miss Wayne") era una Holstein de fama considerable; "va desaparèixer" durant dos dies. - Caruso – Gos. Un regal per a la filla de Taft, Helen, del cantant d'òpera Enrico Caruso; després d'una actuació de la Casa Blanca, va decidir que les vaques no eren mascotes adequades per a una nena petita. |         |
| Woodrow Wilson         | - Davie – Terrier d'Airedale. - Old Ike – Ovella. - Puffins – Gat. - Bruce – Bull Terrier. - Ocells cantaires. - Un ramat d'ovelles, 48 quan n'hi va haver més. El ramat mantenia la gespa de la Casa Blanca retallada "de la manera més econòmica". La seva llana es venia a la Creu Roja per beneficència. |         |
| Warren G. Harding      | - Laddie Boy (1920–1929) – Terrier d'Airedale. - Old Boy – Bulldog. - Petey – Canari. - Pete – Esquirol. |         |
| Calvin Coolidge        | - Rob Roy (1922–1928) i Prudence Prim – Collies blancs. - Peter Pan – Fox terrier de pèl dur, el primer gos de Coolidge a la casa Blanca. - Paul Pry – Terrier d'Airedale. Era mig germà del Laddy Boy del president Harding. - Calamity Jane – Pastor de Shetland. - Tiny Tim i Blackberry – Chow Chows. - Ruby Rouch – Collie. - Boston Beans – Boston terrier. - King Cole – Pastor belga. - Palo Alto ("Palo") – Setter anglès blanc i negre. Coolidge el va donar al coronel Starling, cap del Servei Secret a la Casa Blanca. - Bessie – Collie. - Rebecca – Ós rentador. Estaba destinada a una festa d'Acció de Gràcies, tanmateix Grace Coolidge, la dona del president, li va fer construir una casa en un arbre per a ella. - Reuben – Ós rentador. Era un mascle que el van adquirir perquè es convertís en el company de Rebecca. Tot i així es va escapar i no el van recuperar. - Ebeneezer – Ase. - Nip i Tuck – Canaris. Ambdós de color verd oliva. Van ser els primers ocells que van tenir els Coolidge. - Peter Piper i Snowflake – Canaris. Snowflake era blanc. - Goldy – Un "ocell groc" - Do-Funny – Ocell turpial. Era un ocell cantaire entrenat provinent de l'Amèrica del Sud. S'ha dit que era l'ocell preferit de la senyora Coolidge. - Enoch – Oca. - Smoky – Linx roig. - Blacky i Tiger (o "Tige") – Gats. - Tax Reduction i Budget Bureau – Cadells de lleó originaris de Johannesburg, Sud-àfrica. - Billy – Hipopòtam nan. El seu nom sencer era William Johnson Hippopotamus. - Un uallabi – Donat ràpidament a un zoo. - Un duiquer — També donat a un zoo. - Bruno – Ós negre americà. Era originari de Chihuahua, Mèxic. Donat ràpidament a un zoo. - Ànecs de pequín – Tretze aneguets que van arribar com a regal de Pasqua. La senyora Coolidge va intentar criar-los al bany de la Casa Blanca, però finalment els va enviar a un zoo. |         |
| Herbert Hoover         | - Billy Possum – Opòssum. Havia ocupat la casa de l'arbre que havia deixat Rebecca i va ser "adoptat" pels Hoover. - Caruso – Canari. - King Tut – Pastor belga malinois. - Pat – Pastor alemany. - Big Ben i Sonnie – Fox terriers. - Glen – Collie escocès. - Yukonan – Esquimal canadenc. - Patrick – Llebrer irlandès. - Eaglehurst Gillette – Setter. - Weegie – Elkhound de Noruega. |         |
| Franklin D. Roosevelt  | - Fala (abril de 1940 – 5 d'abril de 1952) – Terrier escocès. - Major – Pastor alemany. Havia estat un gos policia de la policia de l'estat de Nova York. - Meggie – Terrier escocès. - Winks – Setter anglès. - Tiny – Bobtail. - President – Gran danès. - Blaze – Bullmastiff. |         |
| Harry S. Truman        | - Feller – Cocker Spaniel. Aquest gos se'l va quedar el metge personal del president perquè els Truman "preferien ser una família lliure de mascotes". - Mike – Setter irlandès. |         |
| Dwight D. Eisenhower   | - Gabby – Periquito. - Heidi – Brac de Weimar. |         |
| John F. Kennedy        | - Gaullie – Caniche. - Charlie – Terrier gal·lès. - Tom Kitten – Gat. - Robin – Canari. - Bluebell i Marybelle – Periquitos. - Ànecs – La filla de Kennedy, Caroline, de cinc anys, criava aneguets a la Casa Blanca. Els conflictes que tenien amb Charlie, el terrier gal·lès van provocar que els acabessin enviant al parc de Rock Creek. - Macaroni – Poni. Va ser un present de Lyndon Johnson. Macaroni es desplaçar lliurement pels recintes de la Casa Blanca i va rebre milers de cartes del públic nord-americà. - Tex – Poni del Yucatán. De pelatge castany. - Leprechaun – Cavall de Connemara. Va ser un regal del President d'Irlanda, Éamon de Valera. - Moe – Doberman Pinscher. - Billie i Debbie – Hàmsters. - Pushinka – Gos. Va ser un regal del President de la Unió Soviètica Nikita Khrusxov; era un cadell de Strelka, una de les dues primeres gosses que van tornar vives d'un vol orbital a la Terra. - Shannon – Cocker Spaniel irlandès. - Wolf – Gos, barreja de llebrer irlandès i Schnauzer. - Clipper – Pastor alemany. - Butterfly, White Tips, Blackie i Streaker – Gossos. Descendència de Pushinka i Charlie. - Zsa Zsa – Conill. - Sardar – Cavall. |         |
| Lyndon B. Johnson      | - Him i Her – Beagles. - Edgar – Beagle. - Blanco – Collie. De pèl blanc. - Freckles – Beagle. - Yuki – Gos mestís. Conegut pels "duets" (udols) que feia amb el President quan hi havia convidats a la Casa Blanca. - Hàmsters. - Agapornis. |         |
| Richard Nixon          | - Vicki – Caniche. - Pasha – Terrier. - King Timahoe – Setter irlandès. - Checkers (1952–1964) – Cocker Spaniel. Gos dels Nixon abans de l'arribada a la presidència. |         |
| Gerald Ford            | - Liberty (8 de febrer de 1974 – 1984) – Golden Retriever. - Lucky – Gos. - Misty – Cadell de la Liberty, nascuda a la Casa Blanca. - Shan – Siamès. |         |
| Jimmy Carter           | - Grits – Border collie. Va ser un regal a la seva filla Amy de la seva professora, però de seguida el van haver de tornar pel seu mal caràcter amb diversos visitants de la Casa Blanca. - Lewis Brown – Llebrer afganès. - Misty Malarky Ying Yang – Siamès. La mascota de la filla de Carter, Amy. |         |
| Ronald Reagan          | - Lucky (4 d'octubre de 1983 – 5 de gener de 1995) – Bover de Flandres. - Rex (16 de desembre de 1984 – 31 d'agost de 1998) – Cavalier King Charles. - Victory – Golden Retriever. - Peggy – Setter irlandès. - Taca – Husky siberià. - Fuzzy – Pastor belga. - Cavalls (El Alamein, Nancy D, Baby, Little Man, entre d'altres) que tenia al Rancho del Cielo. - Cleo i Sara - Gats al Rancho del Cielo. |         |
| George H. W. Bush      | - Millie (gener del 12, 1985 – 19de maig de 1997) – Springer Spaniel. - Ranger (17 de març de 1989 – 10 d'abril de 1993) – Un dels cadells de la Millie. |         |
| Bill Clinton           | - Socks (1989–20 de febrer de 2009) – Gat. - Buddy (7 d'agost de 1997 – 2 de gener de 2002) – Labrador retriever. |         |
| George W. Bush         | - Spot "Spotty" Fetcher (17 de març de 1989 – 21 de febrer de 2004) – Springer Spaniel anglès femella anomenada així pel jugador de baseball Scott Fletcher. - Barney (30 de setembre del 2000 – 1 de febrer del 2013) – Terrier escocès. - Miss Beazley (28 d'octubre de 2004 – 17 de maig del 2014) – Terrier escocès, sobrenomenada "Beazley Weazley". Va ser un regal de Bush a la seva dona el 2005. - India "Willie" (13 de juliol de 1990 – 5 de gener del 2009) – Gat. - Ofelia – Bou de Texas (vivia al ranxo de Prairie Chapel) |         |
| Barack Obama           | - Bo (nascut el 9 d'octubre del 2008 - 8 de maig de 2021) – Gos d'aigua portuguès. - Sunny (nascuda l'11 de jumy del 2012) – Gos d'aigua portuguès. |         |
| Donald Trump           | - Cap animal conegut. |         |
| Joe Biden              | - Champ (nascut l'octubre de 2008 - 19 de juny de 2021) - Pastor alemany. - Major (nascut el gener de 2018) - Pastor alemany. - Commander (nascut l'1 de setembre del 2021) - Pastor alemany. - Willow - Gat tigrat gris. |         |

## Galeria d'imatges

Recull d'imatges de diferents presidents dels Estats Units amb els seus animals
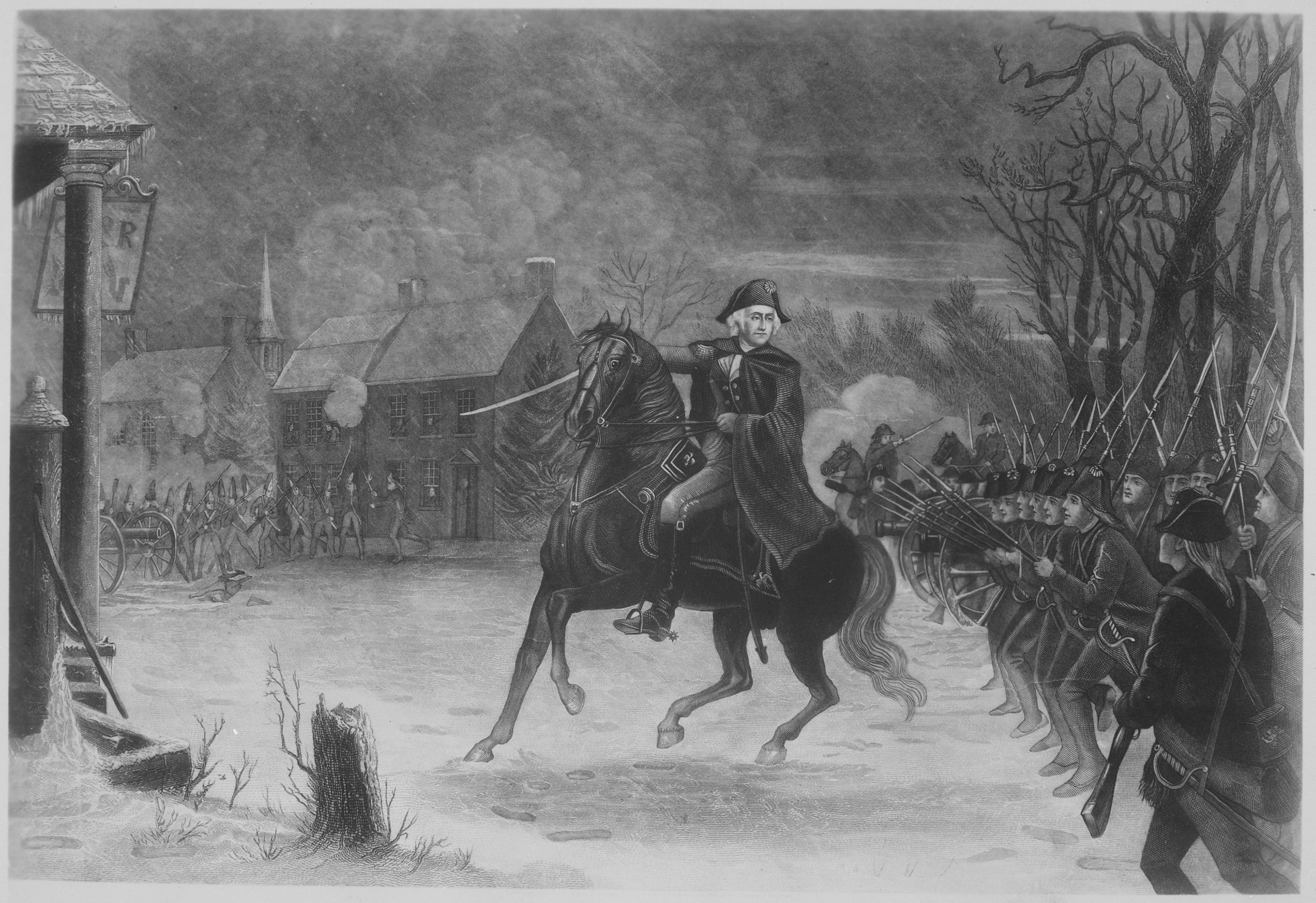
Washington muntant a Nelson a la batalla de Trenton.
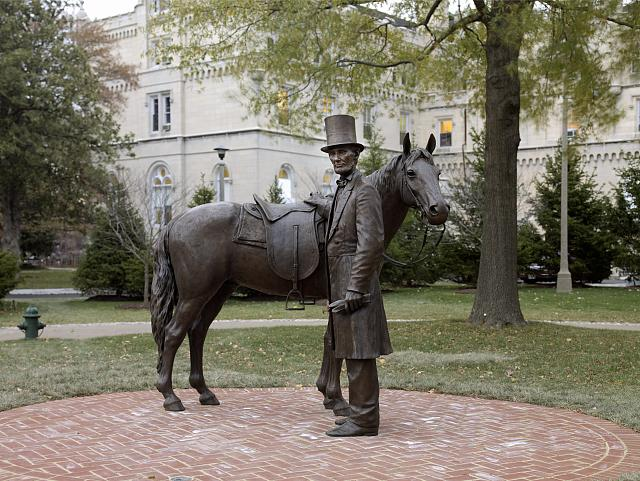
Una estàtua d'Abraham Lincoln amb un cavall que representa a Old Bob al President Lincoln's Cottage at the Soldiers' Home.
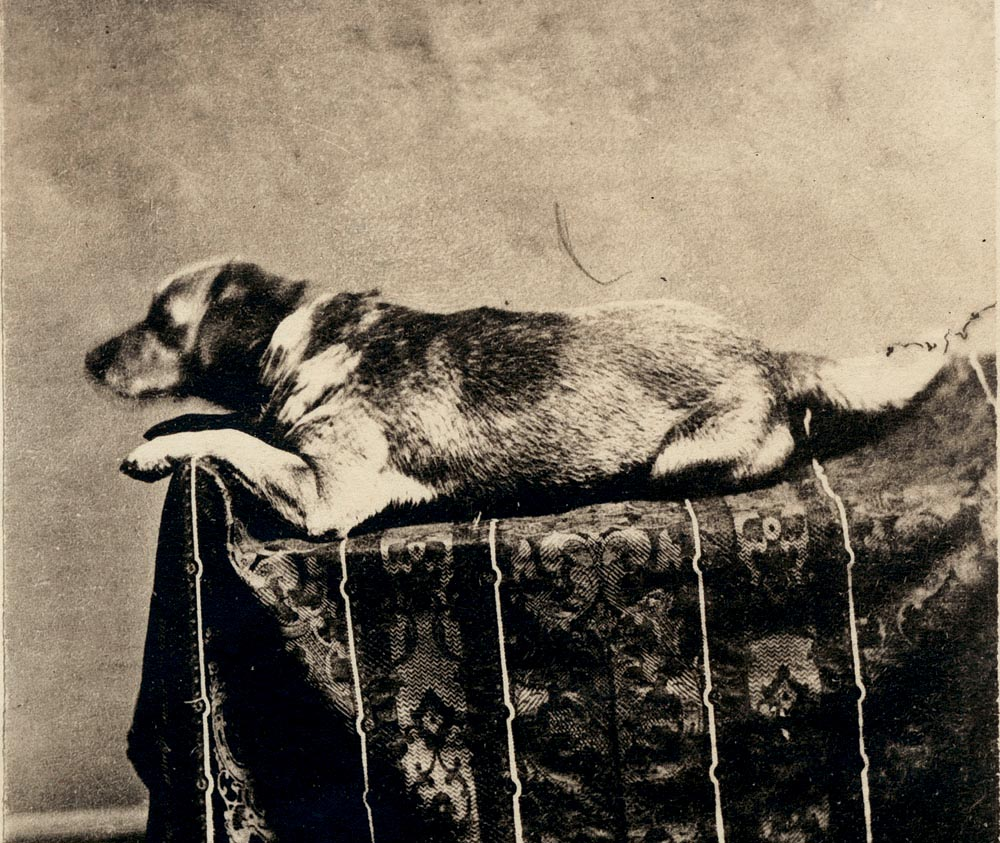
Fido, el gos de Lincoln en una imatge de 1860.
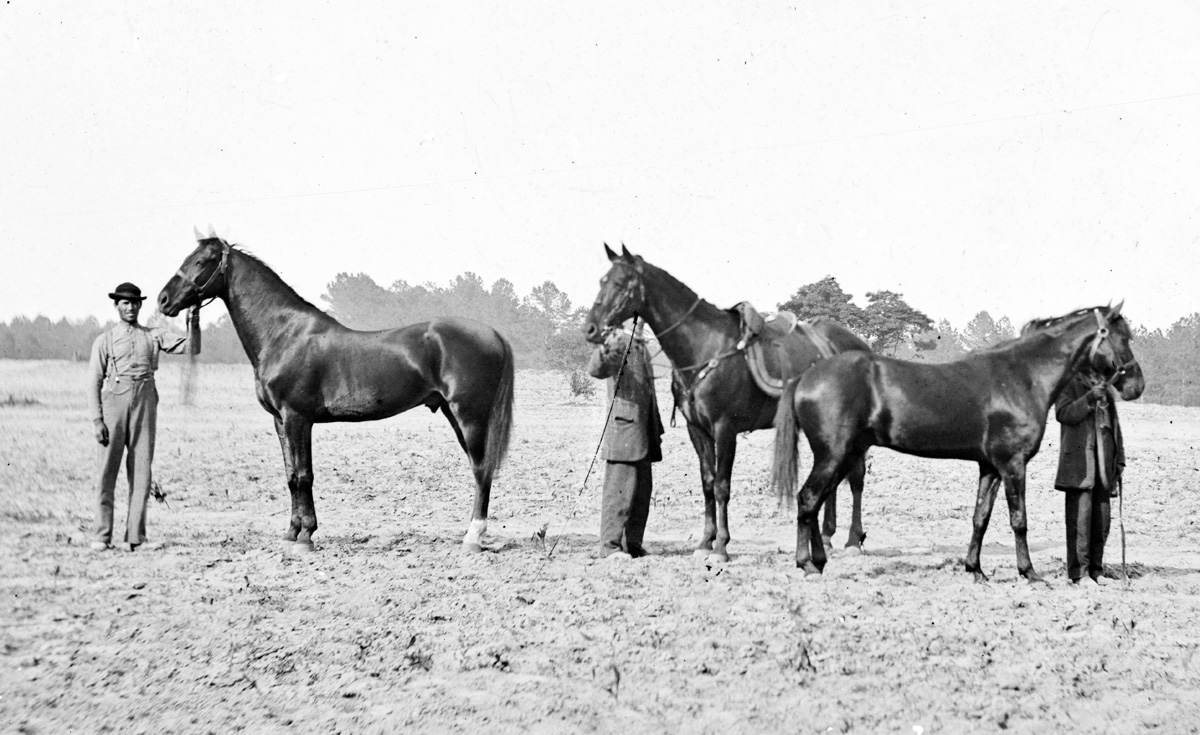
Els cavalls del president Grant durant la campanya d'Overland (1864). D'esquerra a dretaː Egypt, Cincinnati i Jeff Davis.
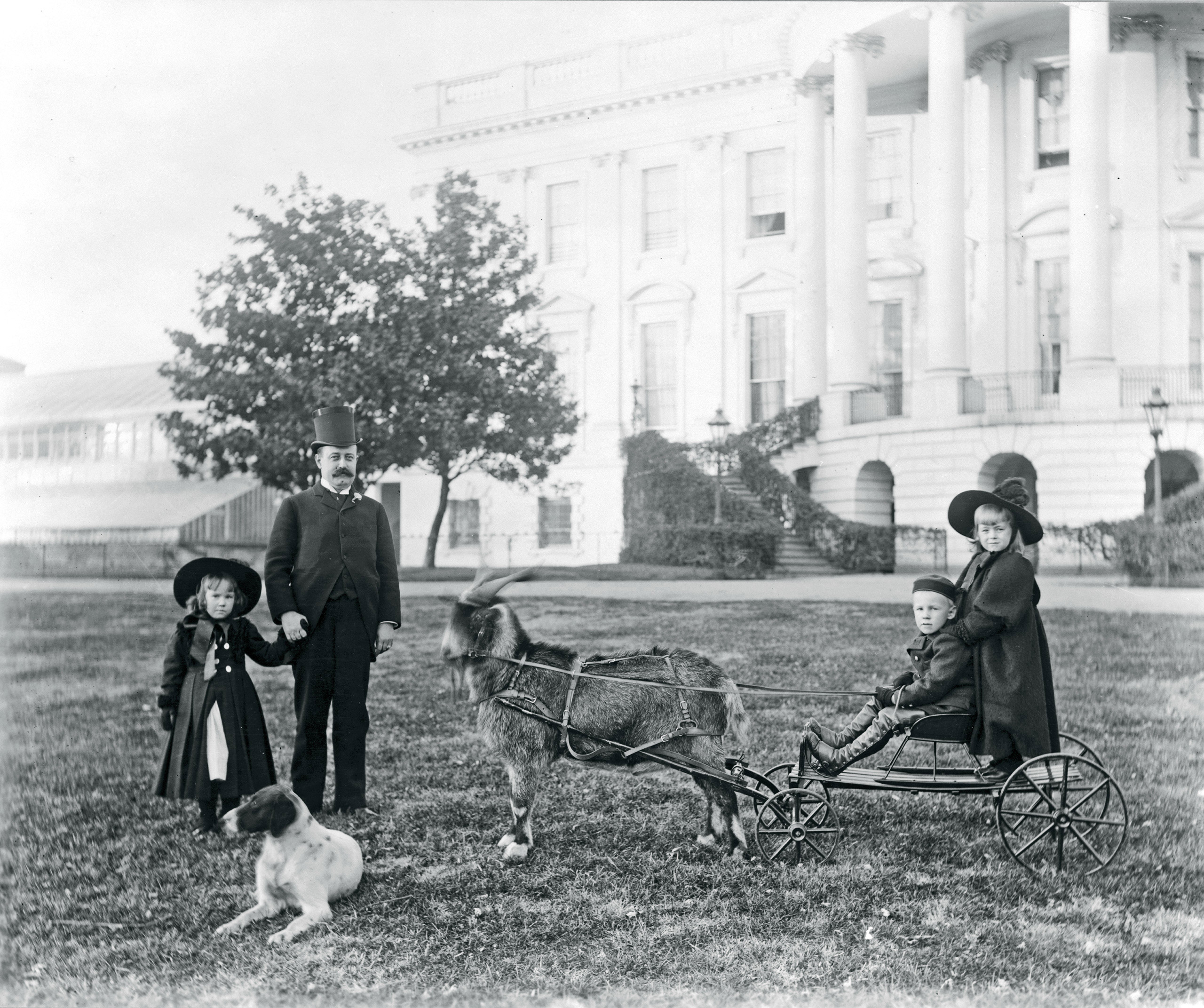
La cabra Whiskers tirant un carret a la Casa Blanca, amb Russell Harrison i els seus fills.
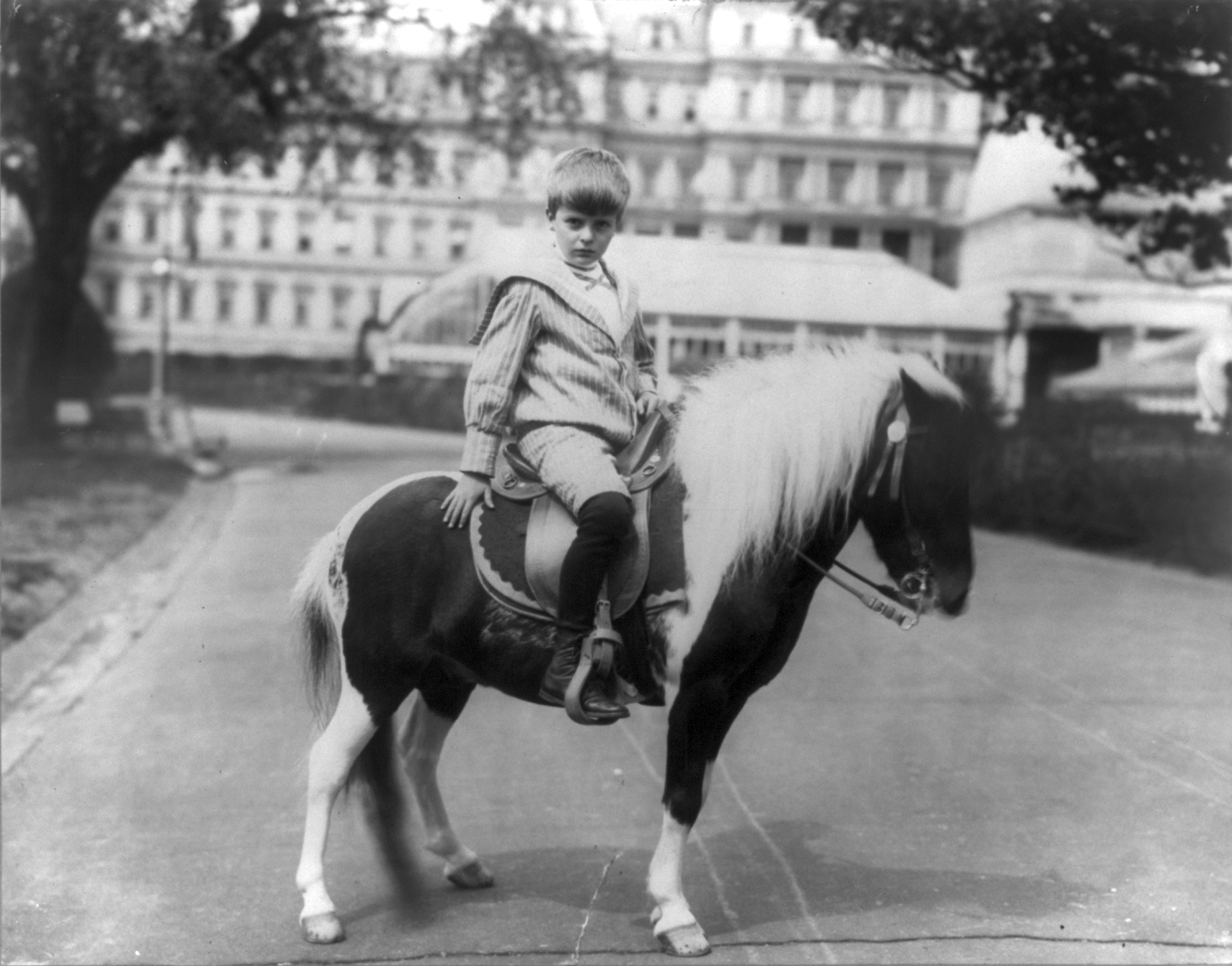
Archie Roosevelt amb el seu poni Algonquin als jardins de la Casa Blanca.
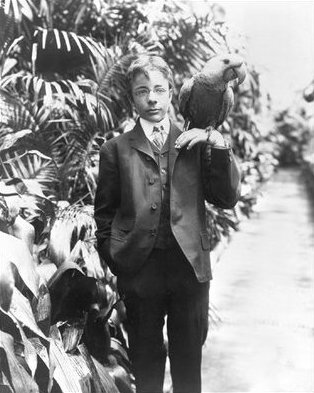
Teddy Roosevelt, fill del president, amb Eli Yale (1902).
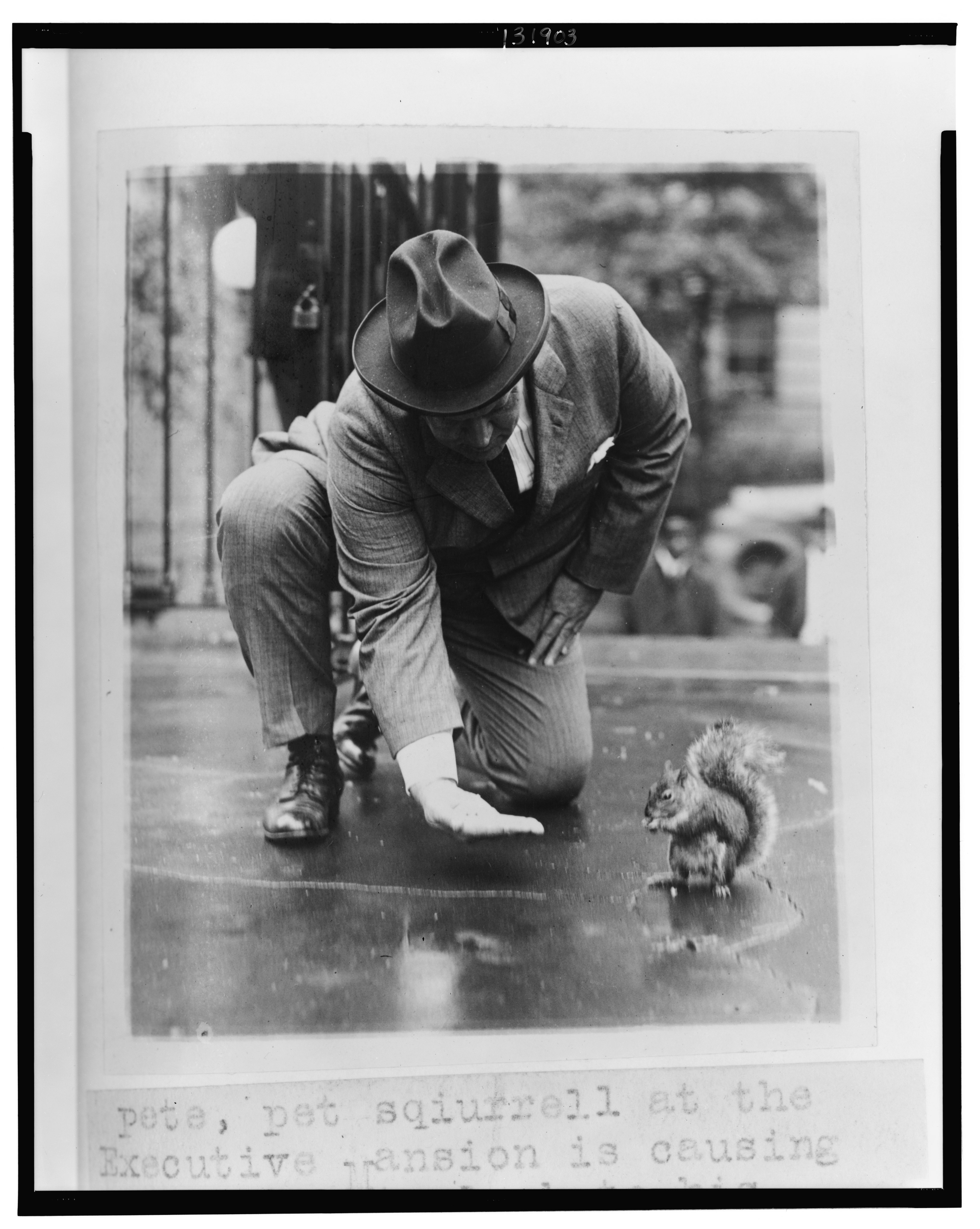
Pete, l'esquirol que va adoptar Harding.
Laddie Boy rep al President Harding a la Casa Blanca.
Coolidge amb Rob Roy (1924).
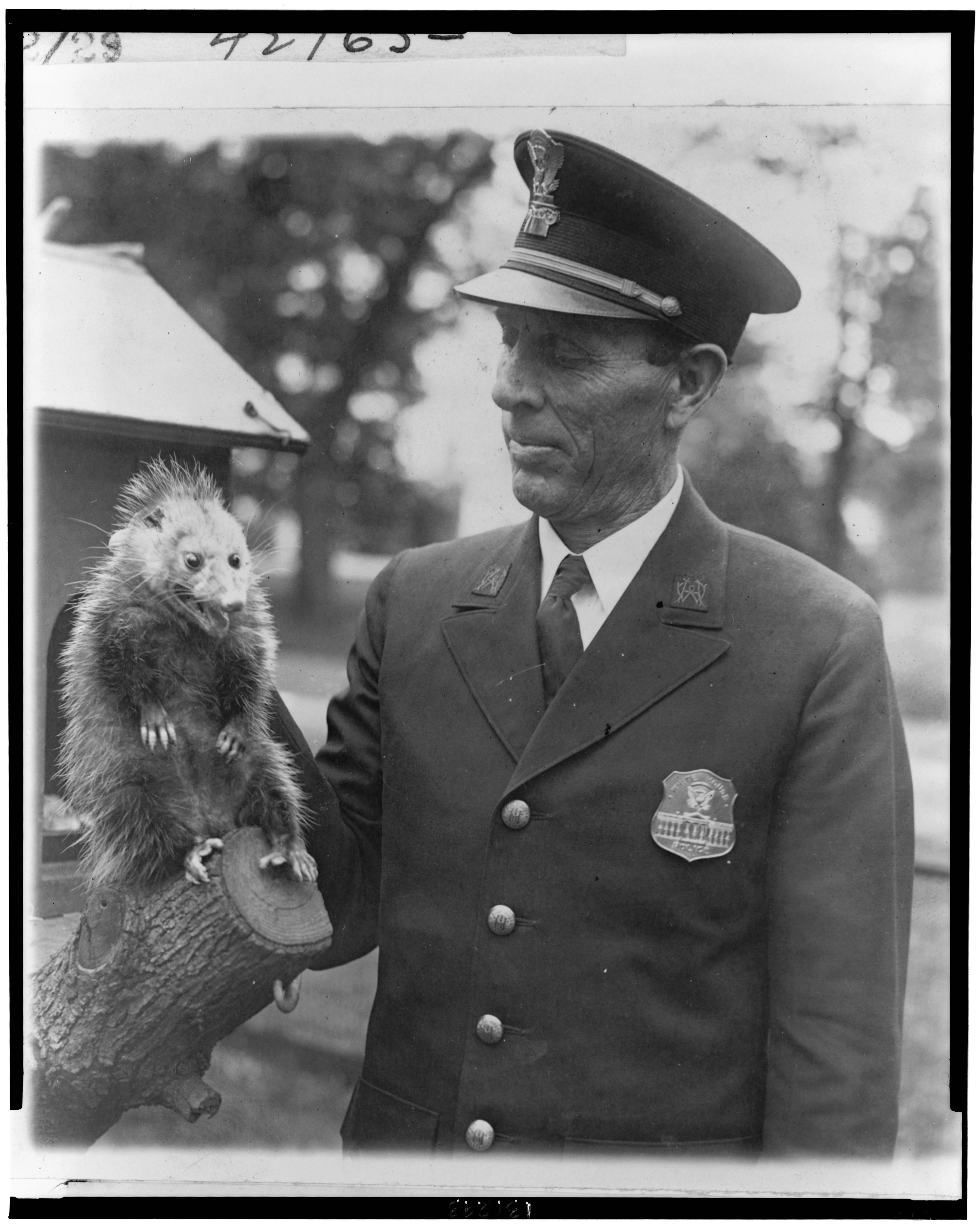
L'oficial Snodgrass de la policia de la Casa Blanca amb Billy Possum, l'opòssum que van adoptar els Hoover.
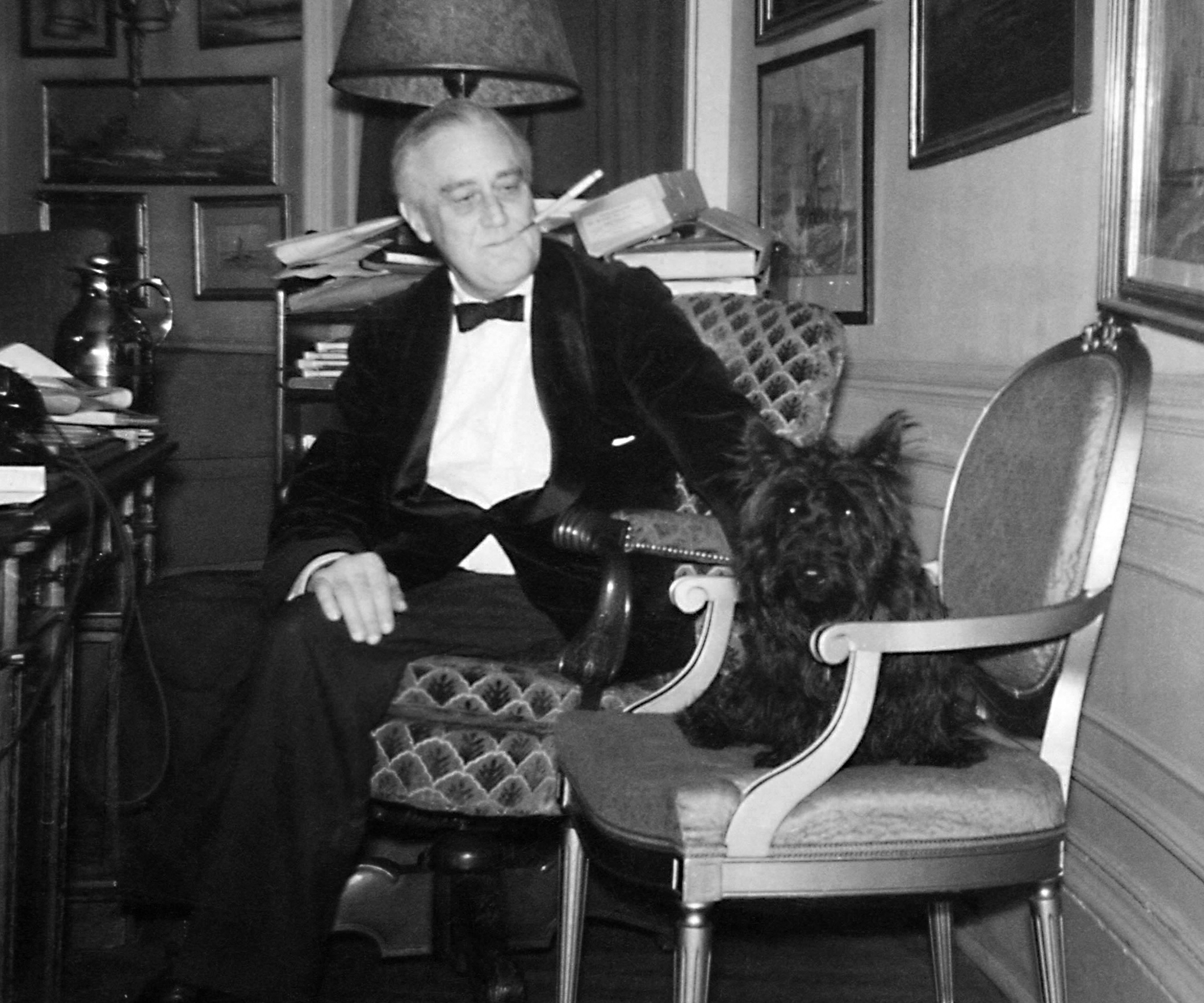
Franklin D. Roosevelt amb la Fala a la Casa Blanca.
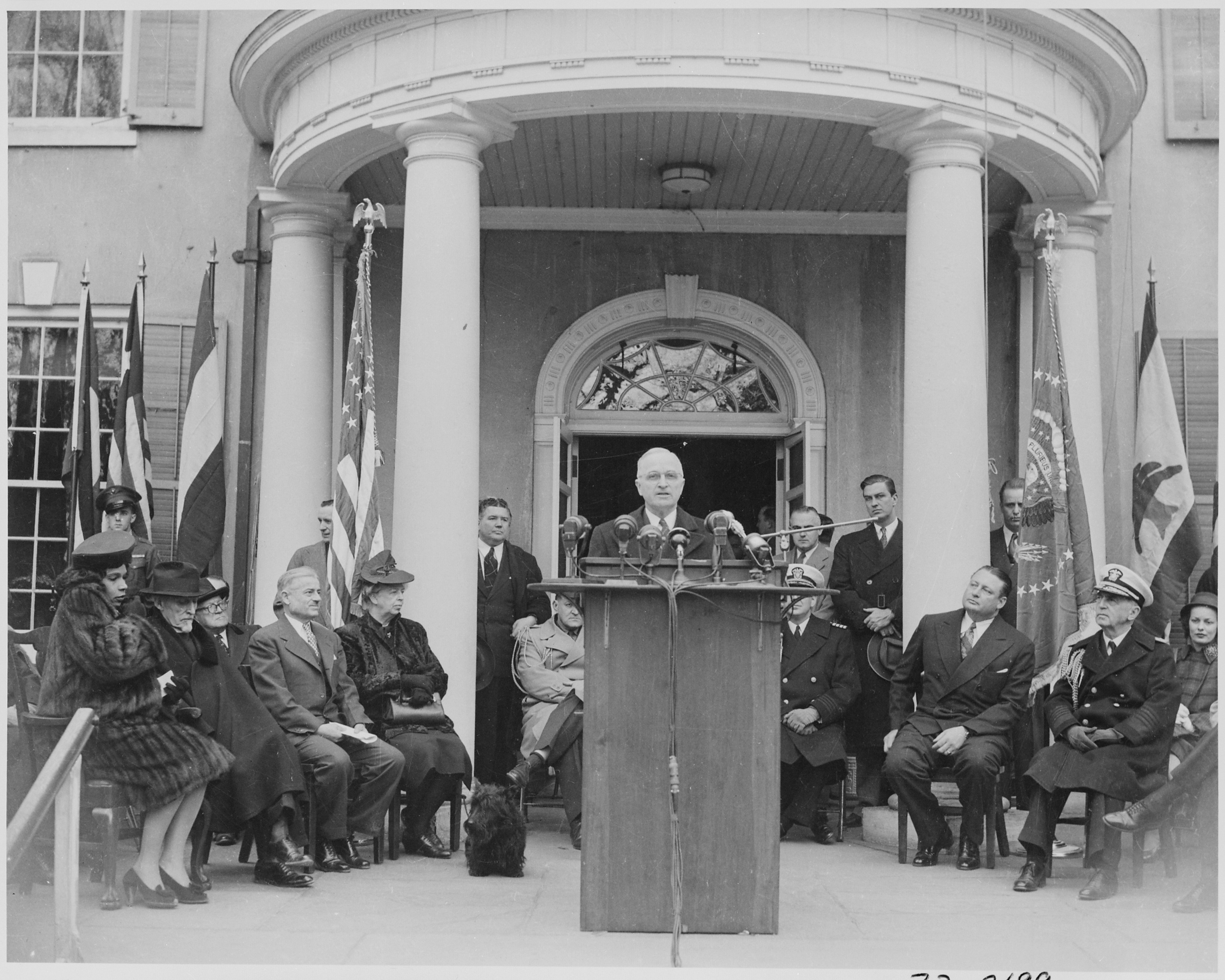
El president Truman i la Fala a l'homenatge del primer aniversari de la mort de Roosevelt.
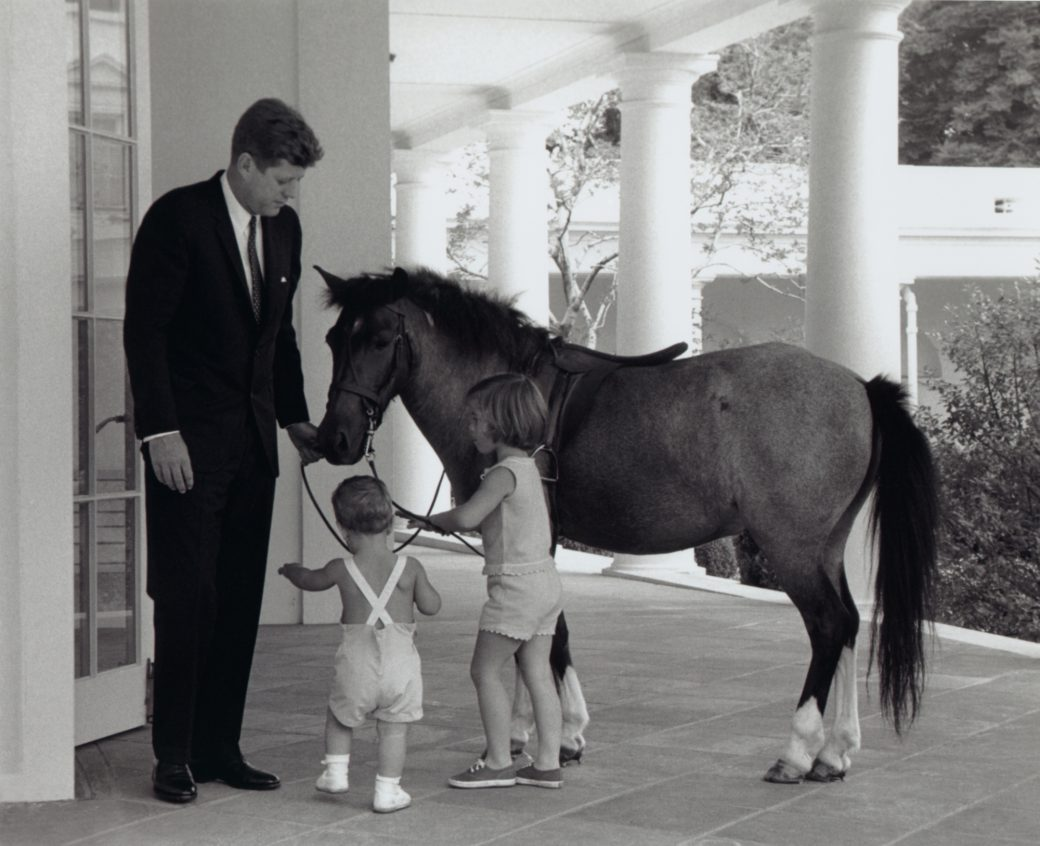
El poni de Caroline Kennedy, Macaroni.
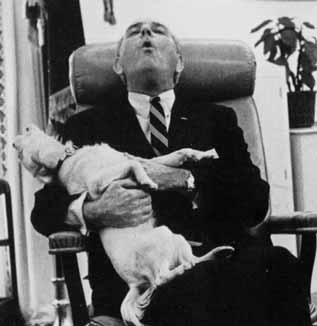
Johnson fent un dels seus duets amb Yuki.
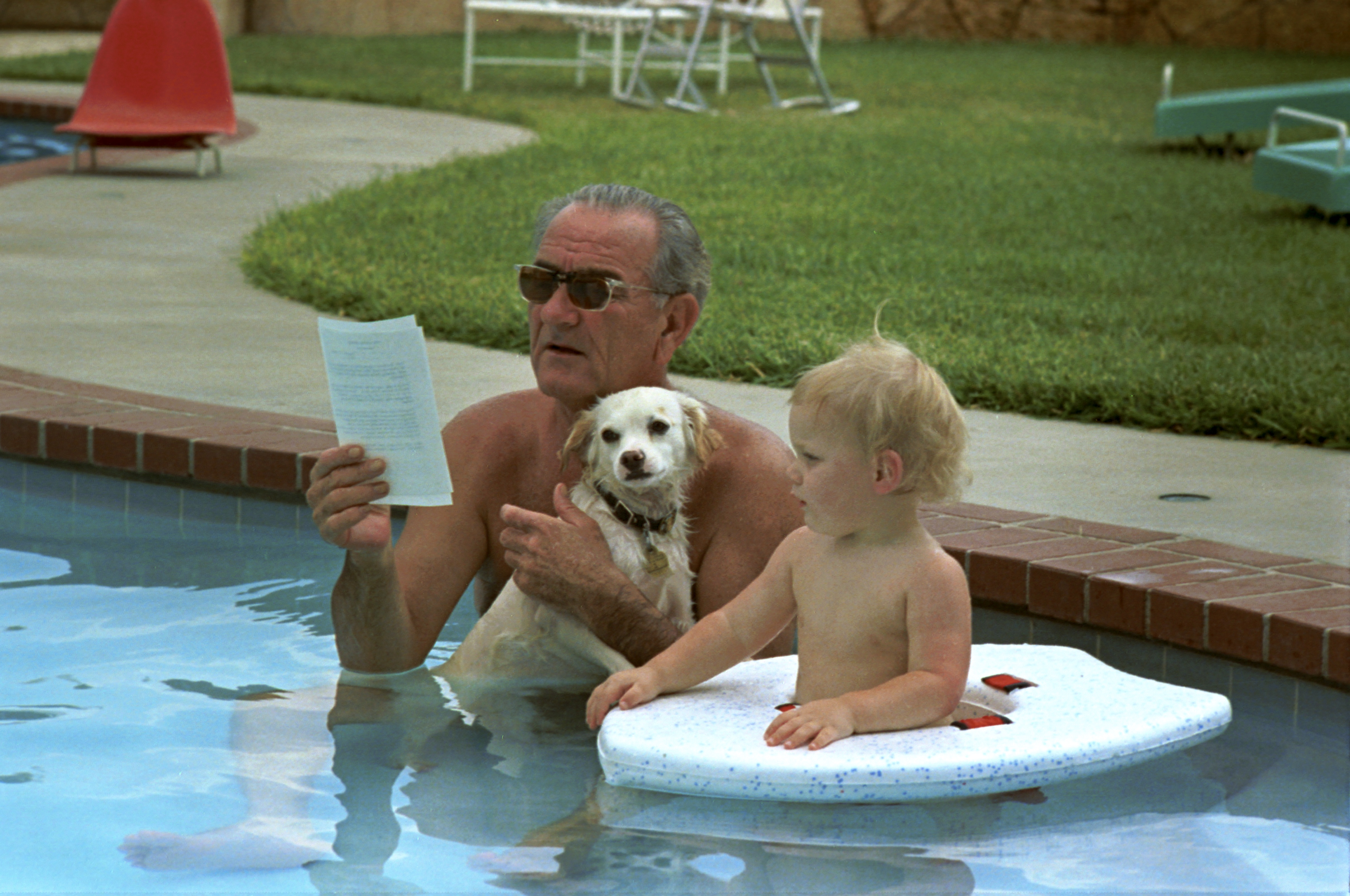
Johnson amb la Yuky, durant les vacances d'agost de 1968.
Els Nixon passejant per Camp David amb els seus gossos.
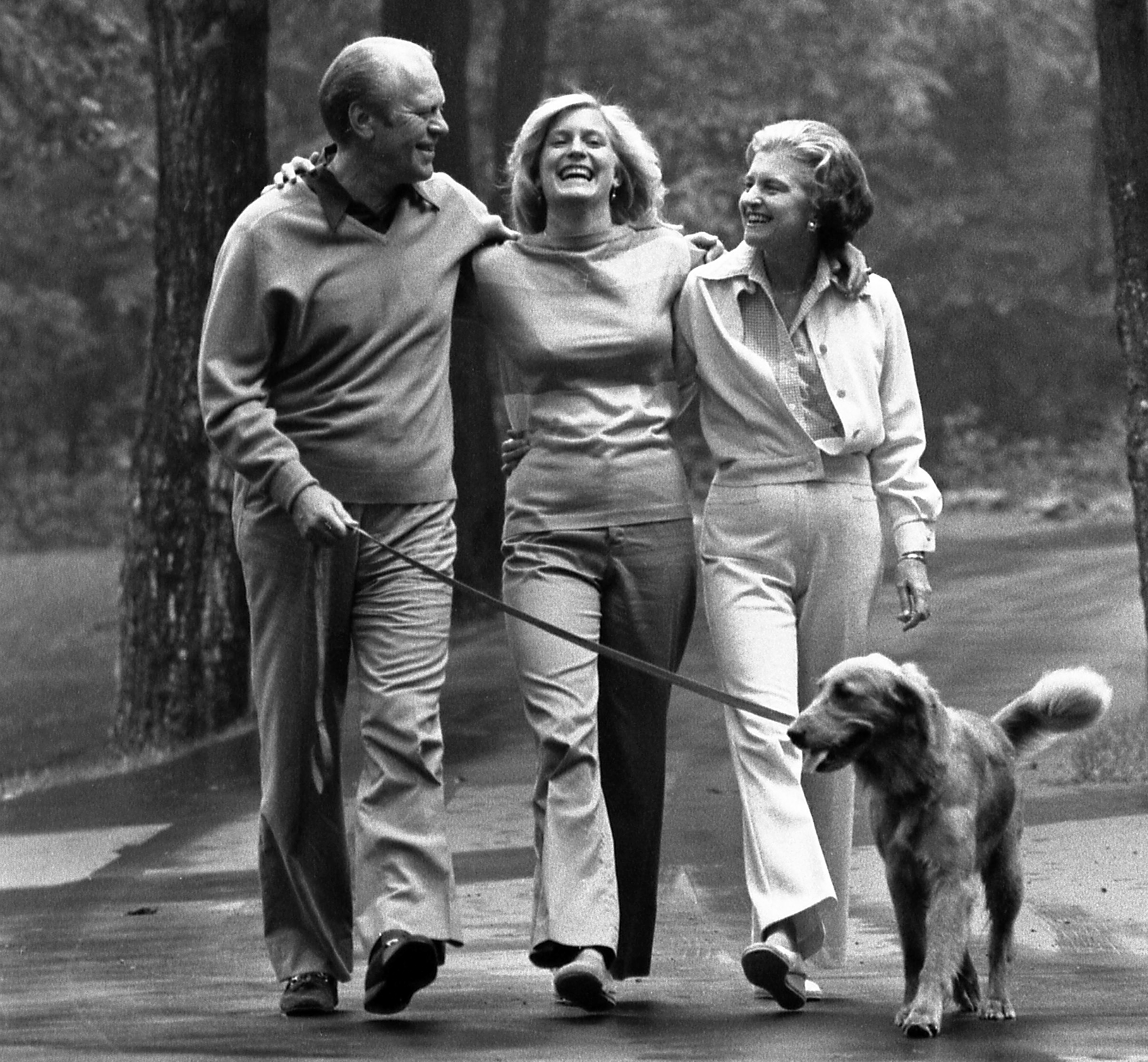
Gerald Ford passejant amb la seva família i la Liberty per Camp David.
Amy Carter amb Misty Malarky Ying Yang.
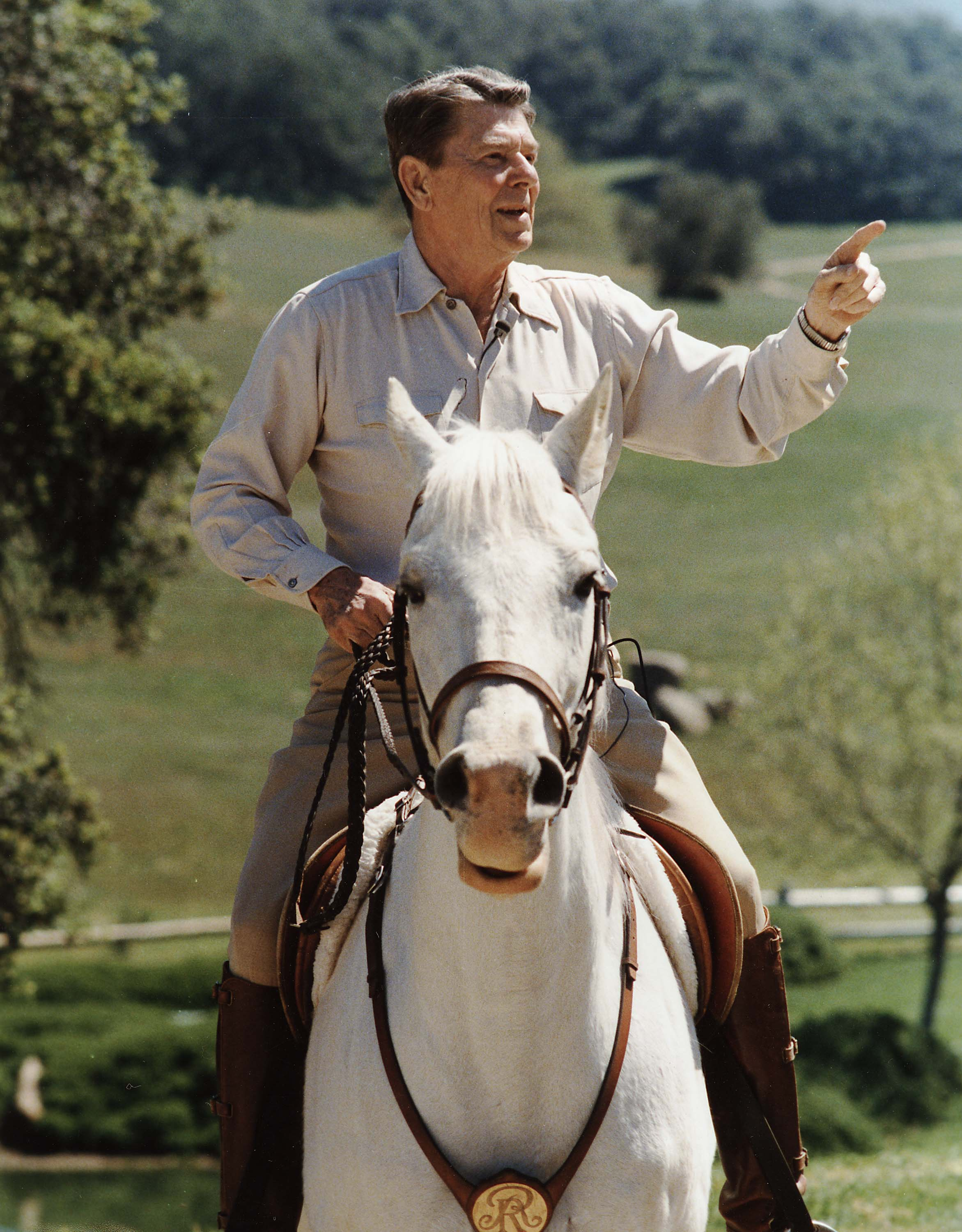
Reegan muntant a El Alamein.
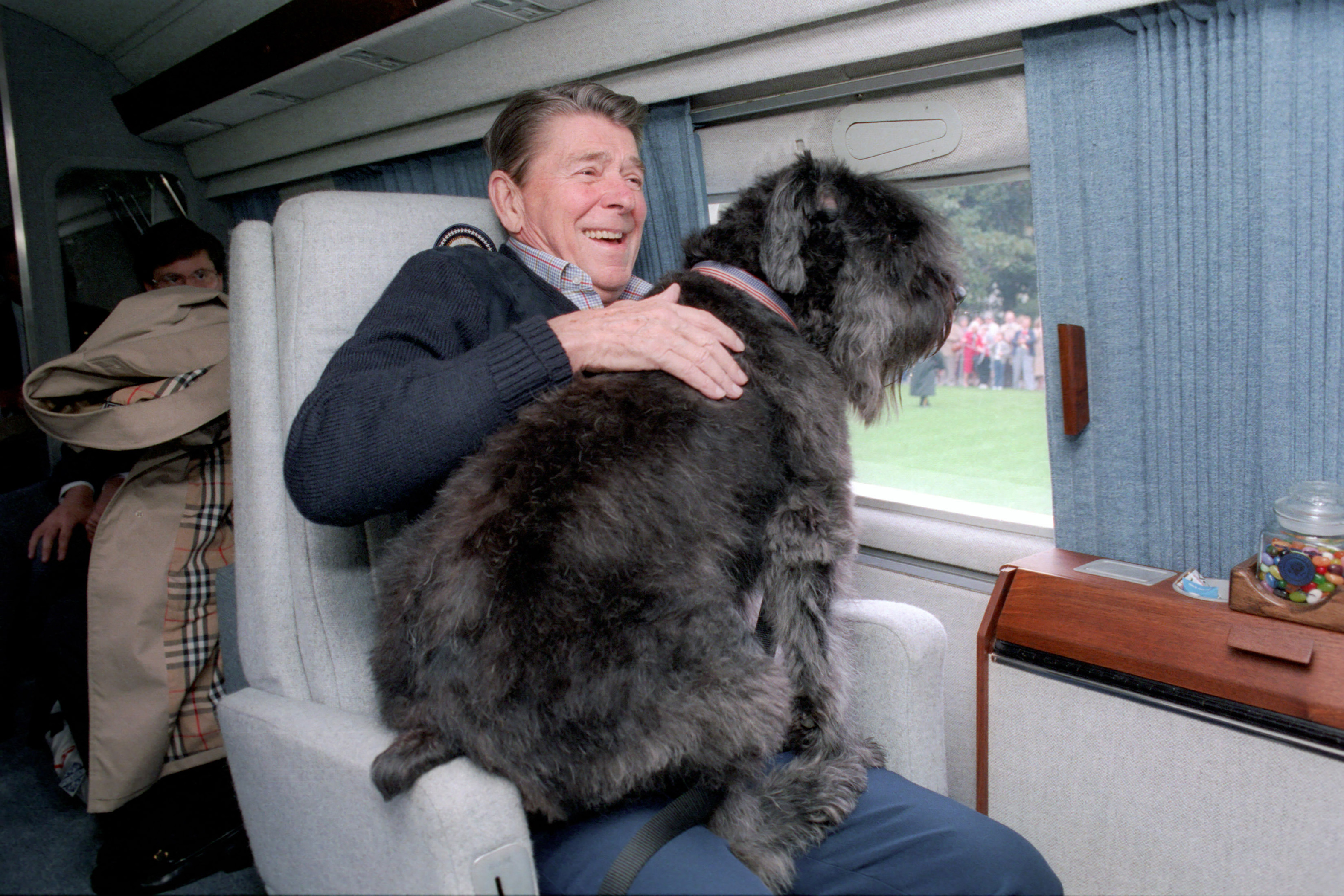
Lucky a la falda de Ronald Reegan a bord del Marine One.
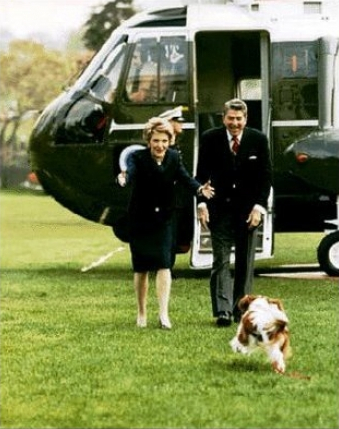
Rex rep al matrimoni presidencial l'abril de 1986.
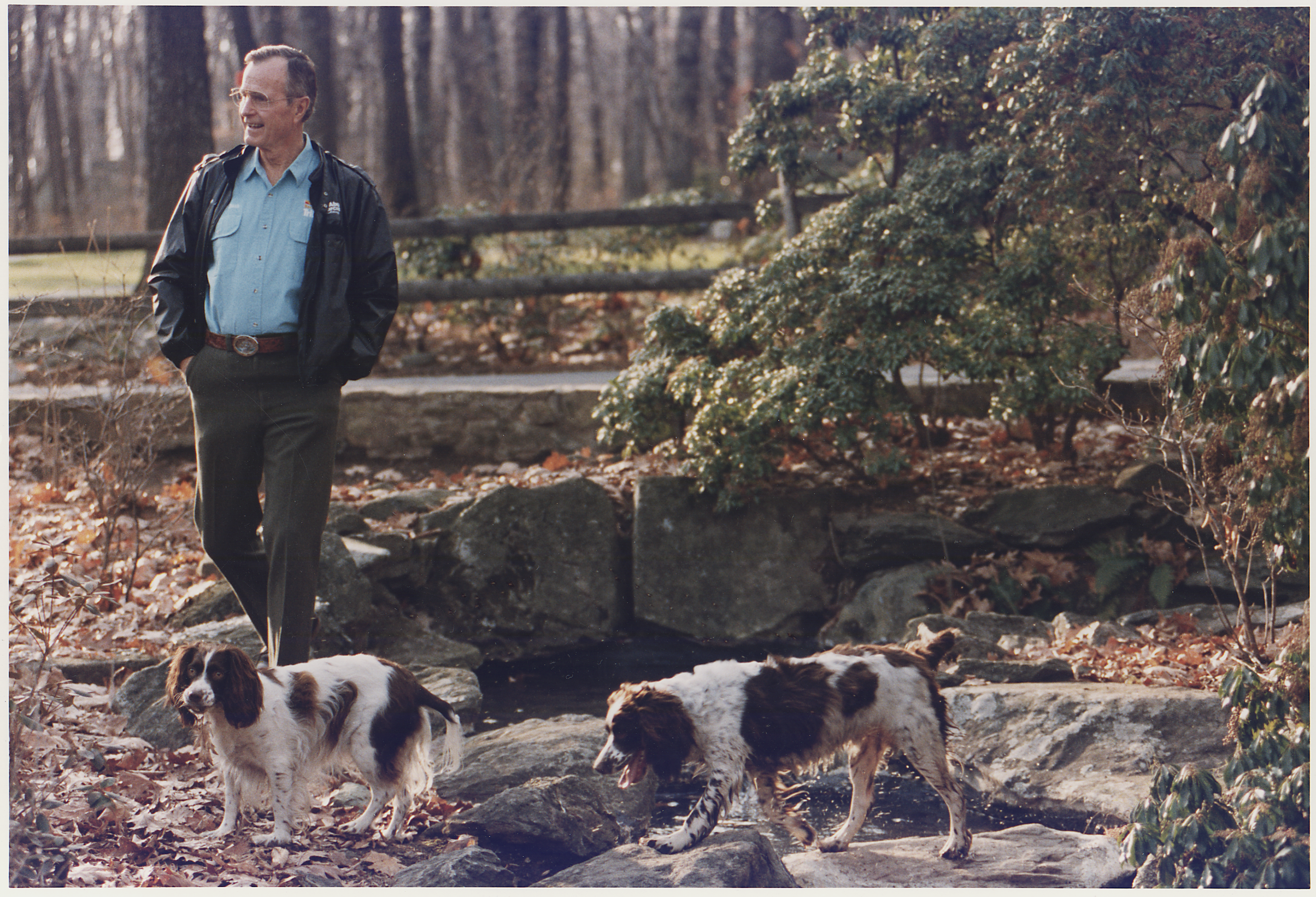
George H. W. Bush amb la Millie i el Ranger a Camp David.
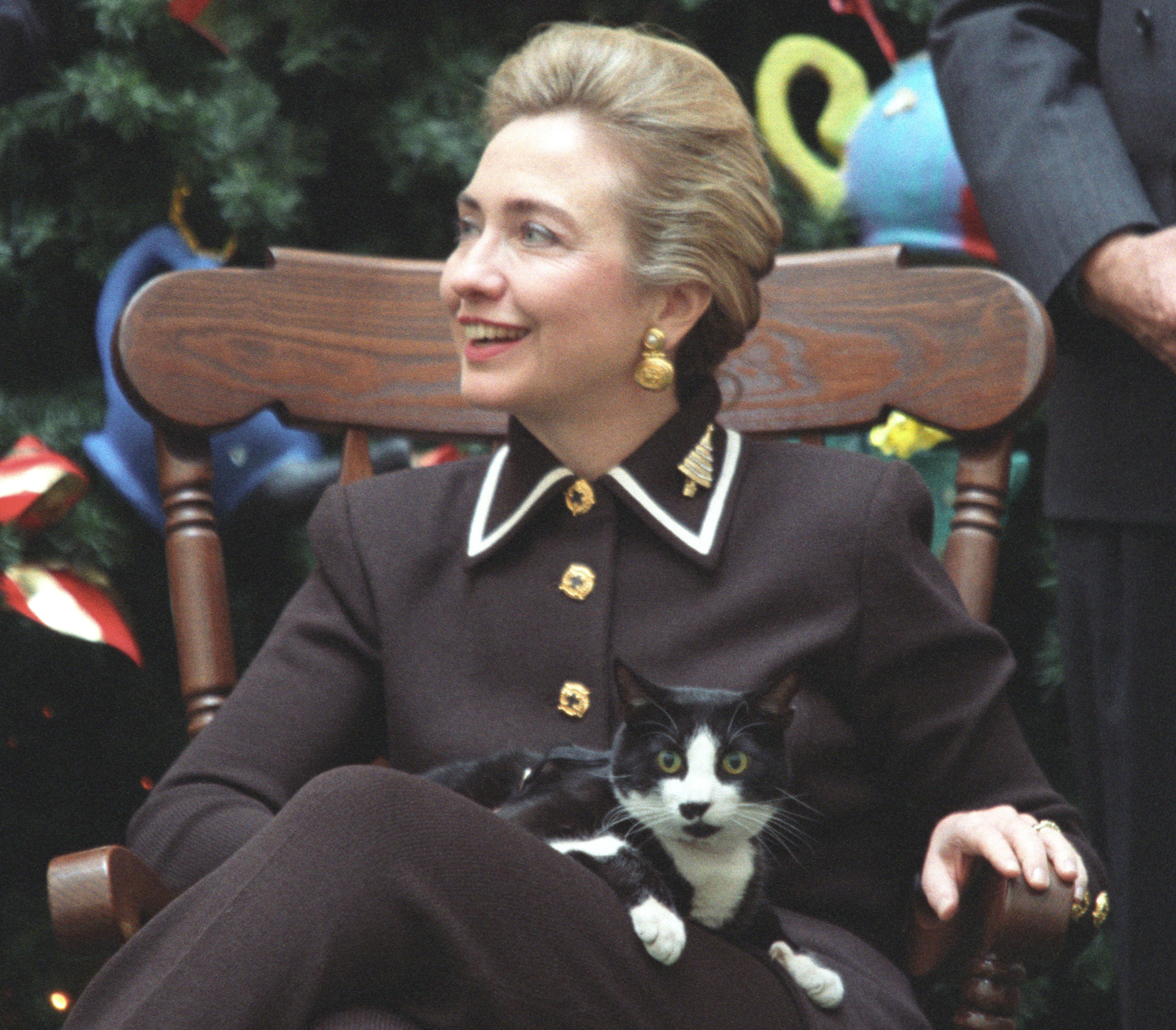
Socks a la falda de Hillary Clinton el 1995.
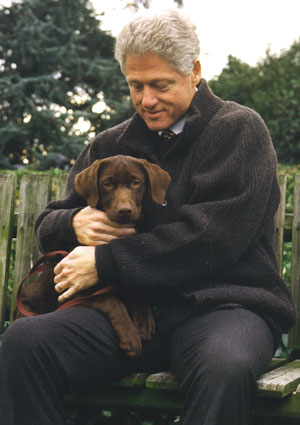
Clinton amb Buddy.
Buddy jugant amb les seves joguines davant de l'escriptori de Betty Currie, secretària de Bill Clinton.
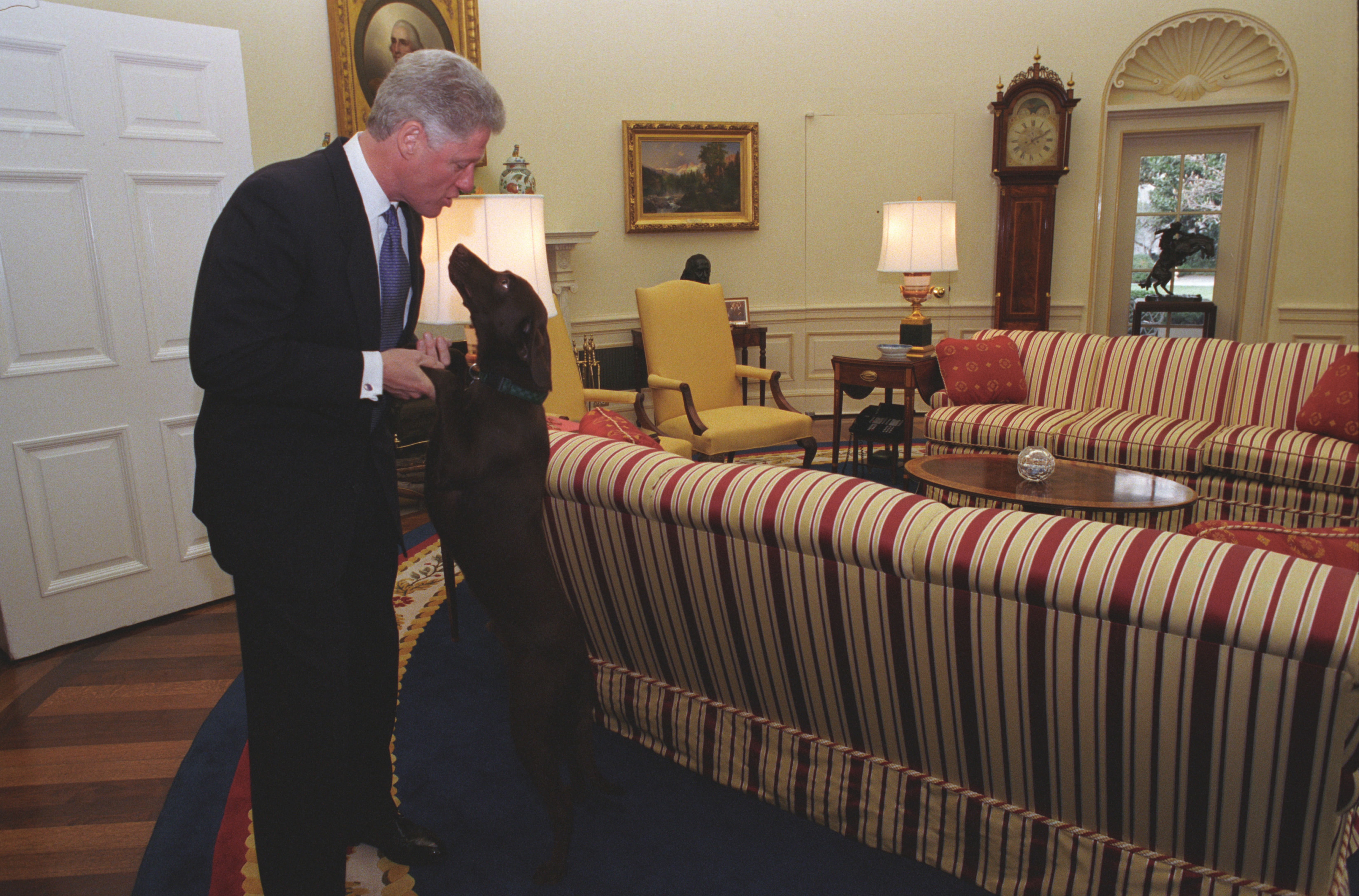
Clinton juga amb Buddy al Despatx Oval.
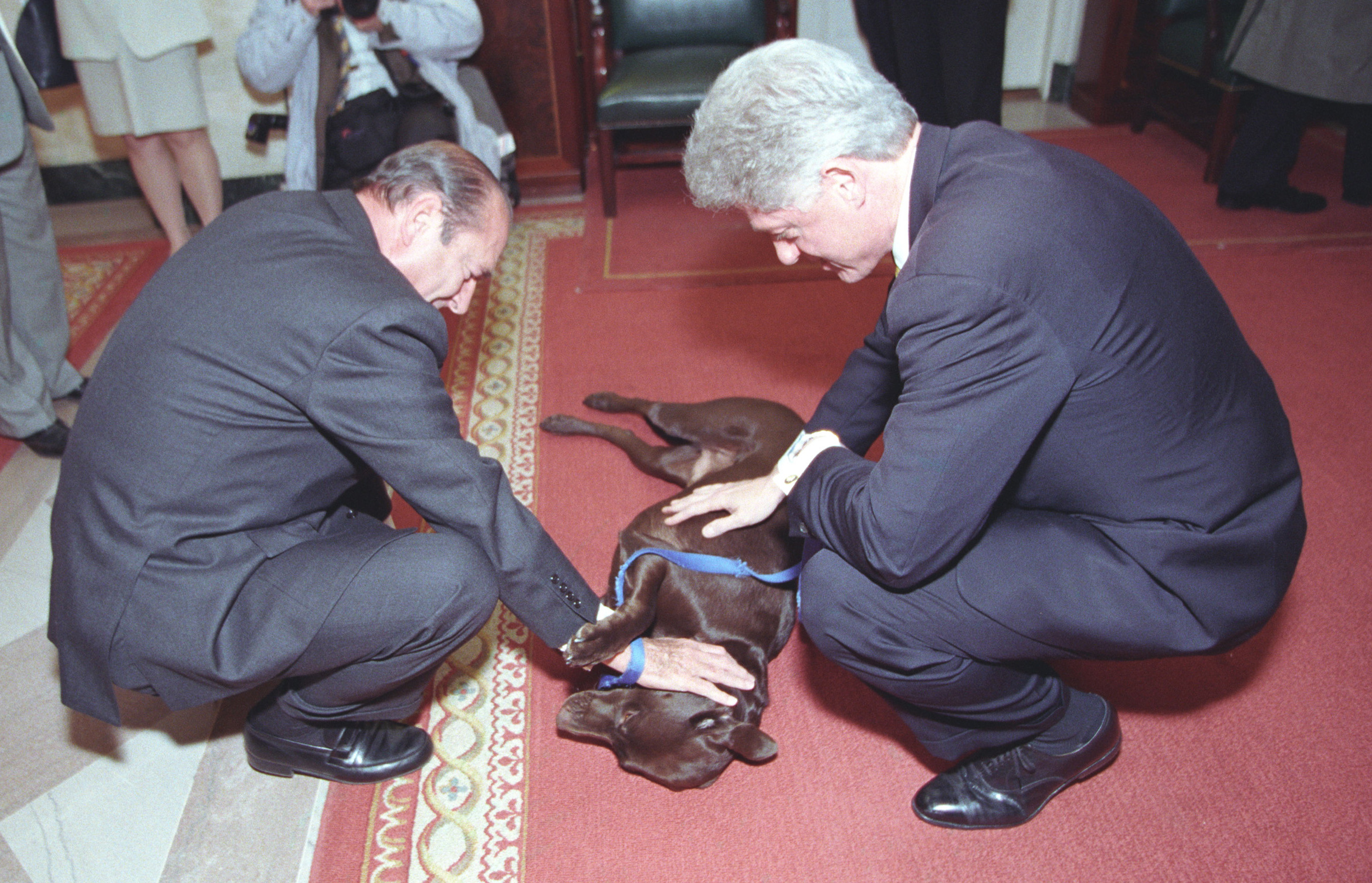
El president de França Jacques Chirac acaricia a Buddy durant una visita oficial el 1999.
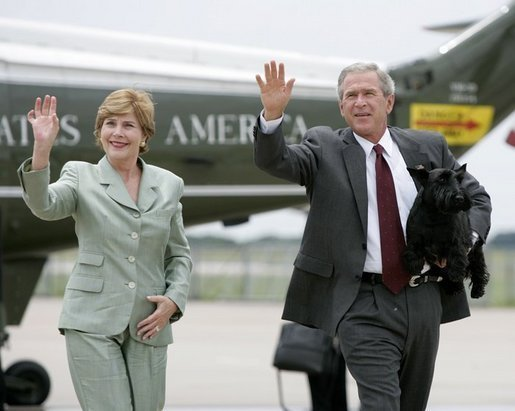
Barney acompanya a George i Laura Bush apunt de pujar a l'Air Force One el 2004.
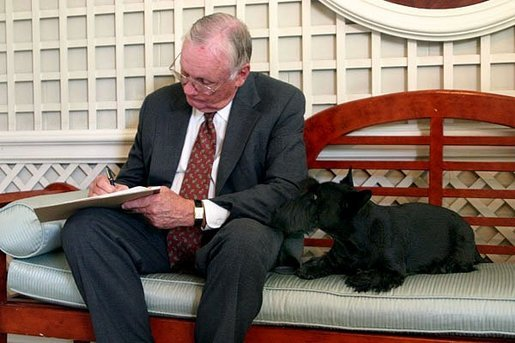
Barney, el gos de George W. Bush, amb Neil Amstrong a la Casa Blanca.
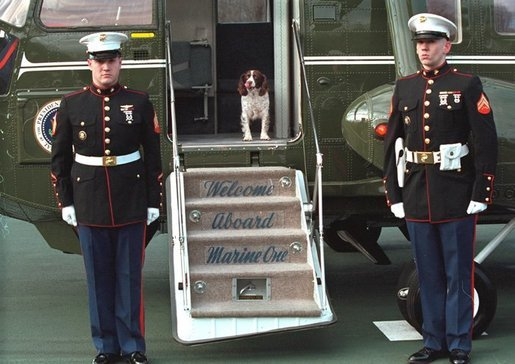
Spotty Fetcher de George W. Bush, a la porta del Marine One.
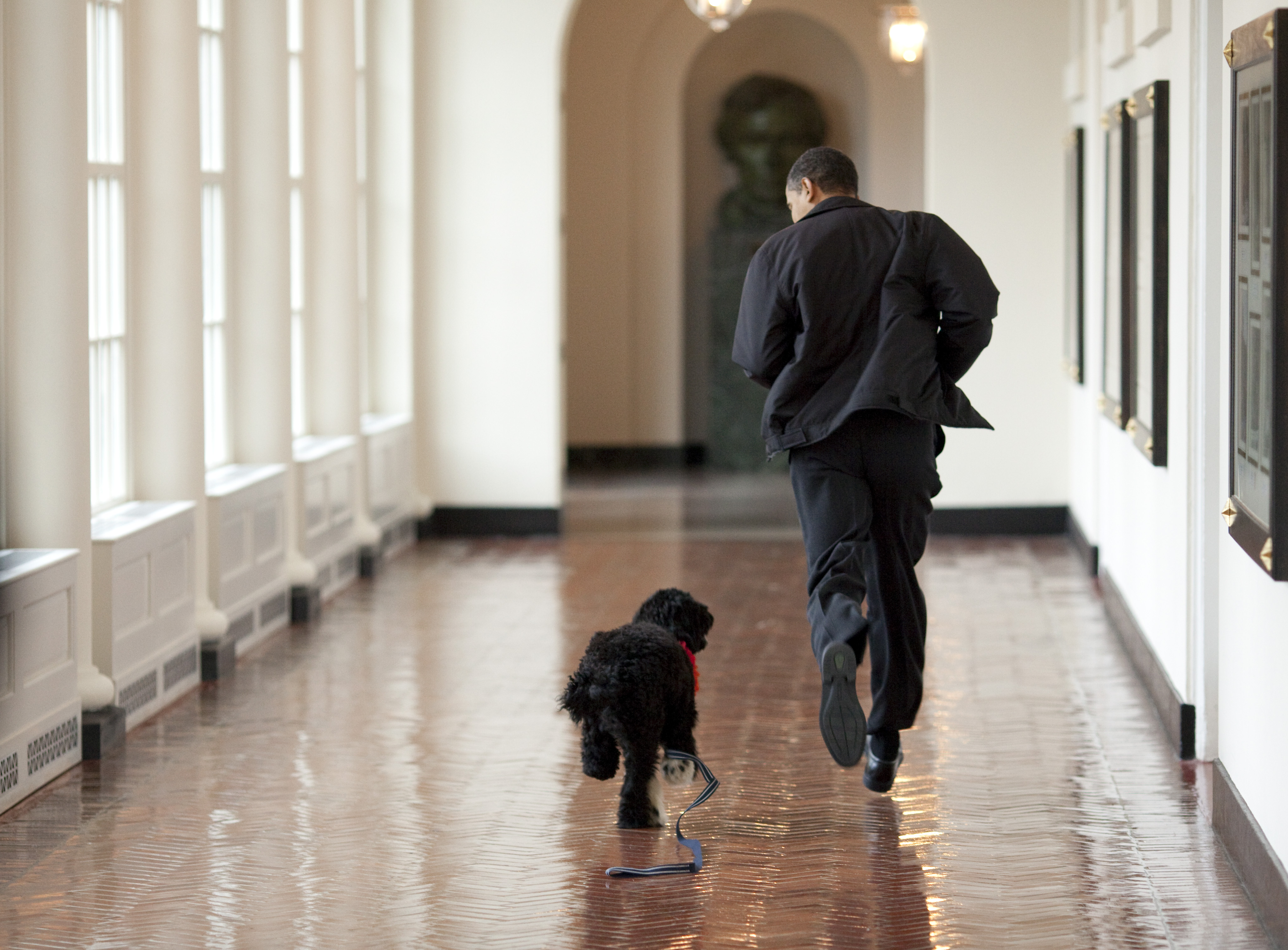
Bo i Obama corren per l'ala est de la Casa Blanca (2009).
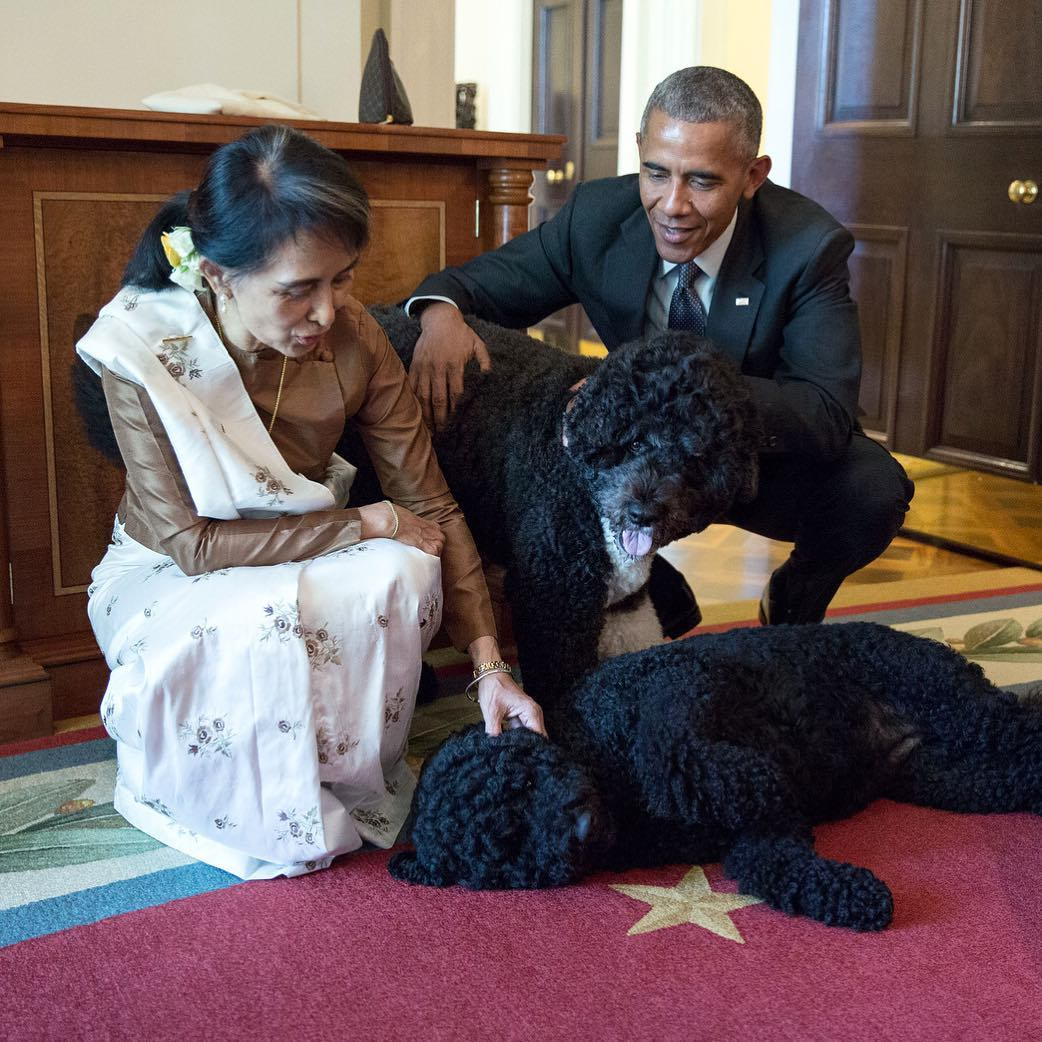
Aung San Suu Kyi amanyaga als gossos dels Obama en una visita oficial a la Casa Blanca.
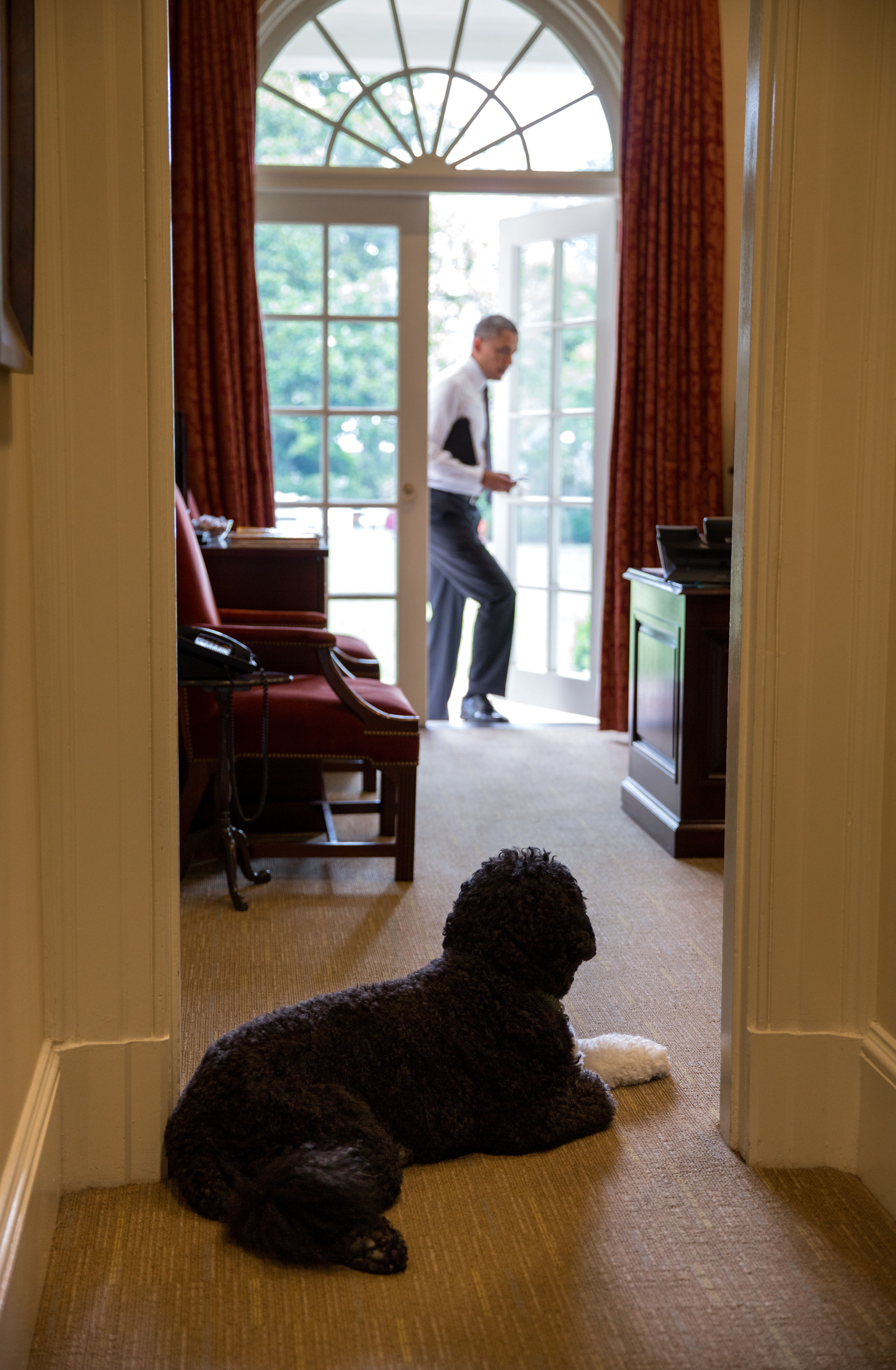
Bo esperant per a saludar al President Obama al Despatx Oval.
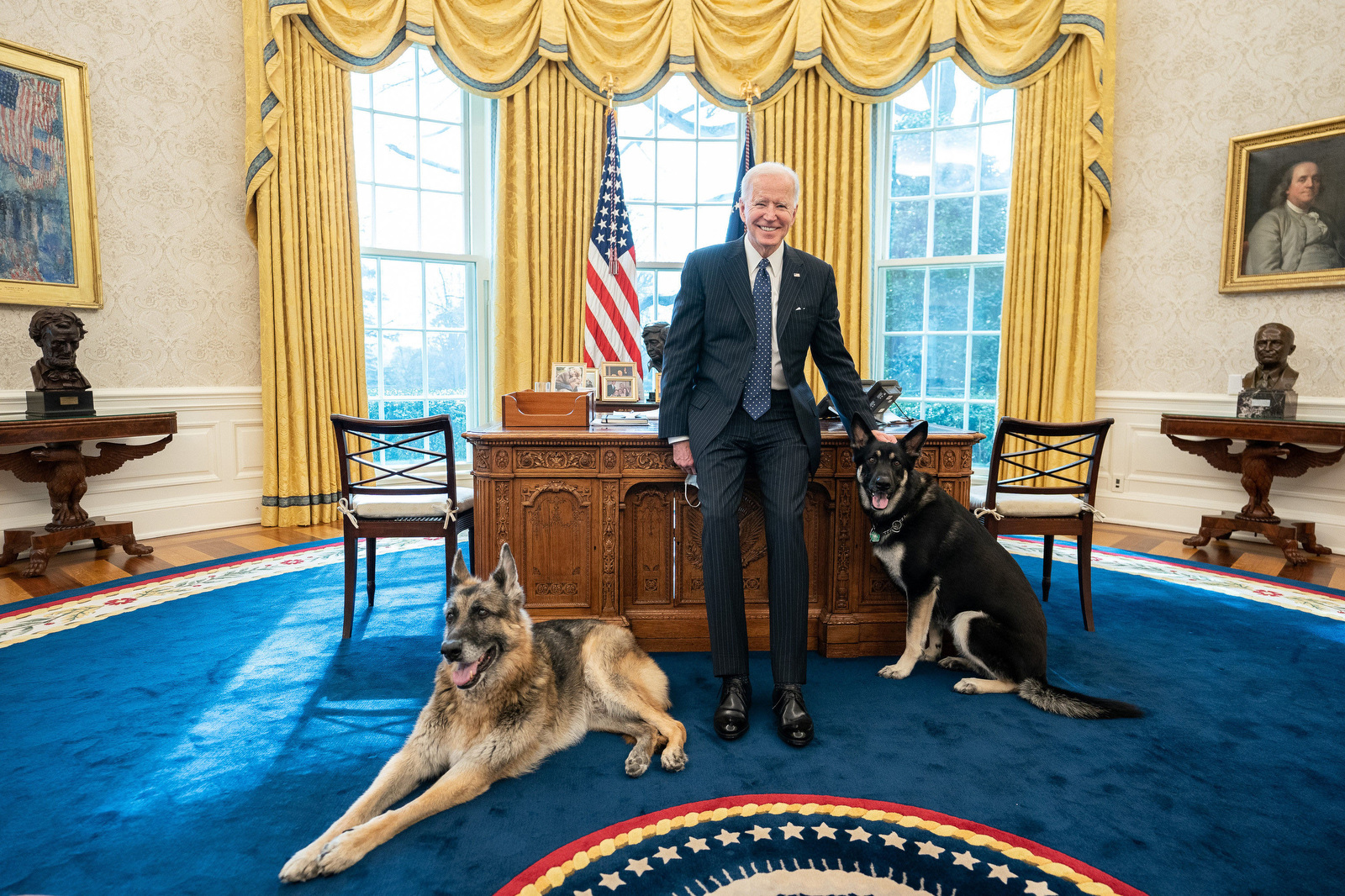
Biden amb Champ i Major al despatx Oval.
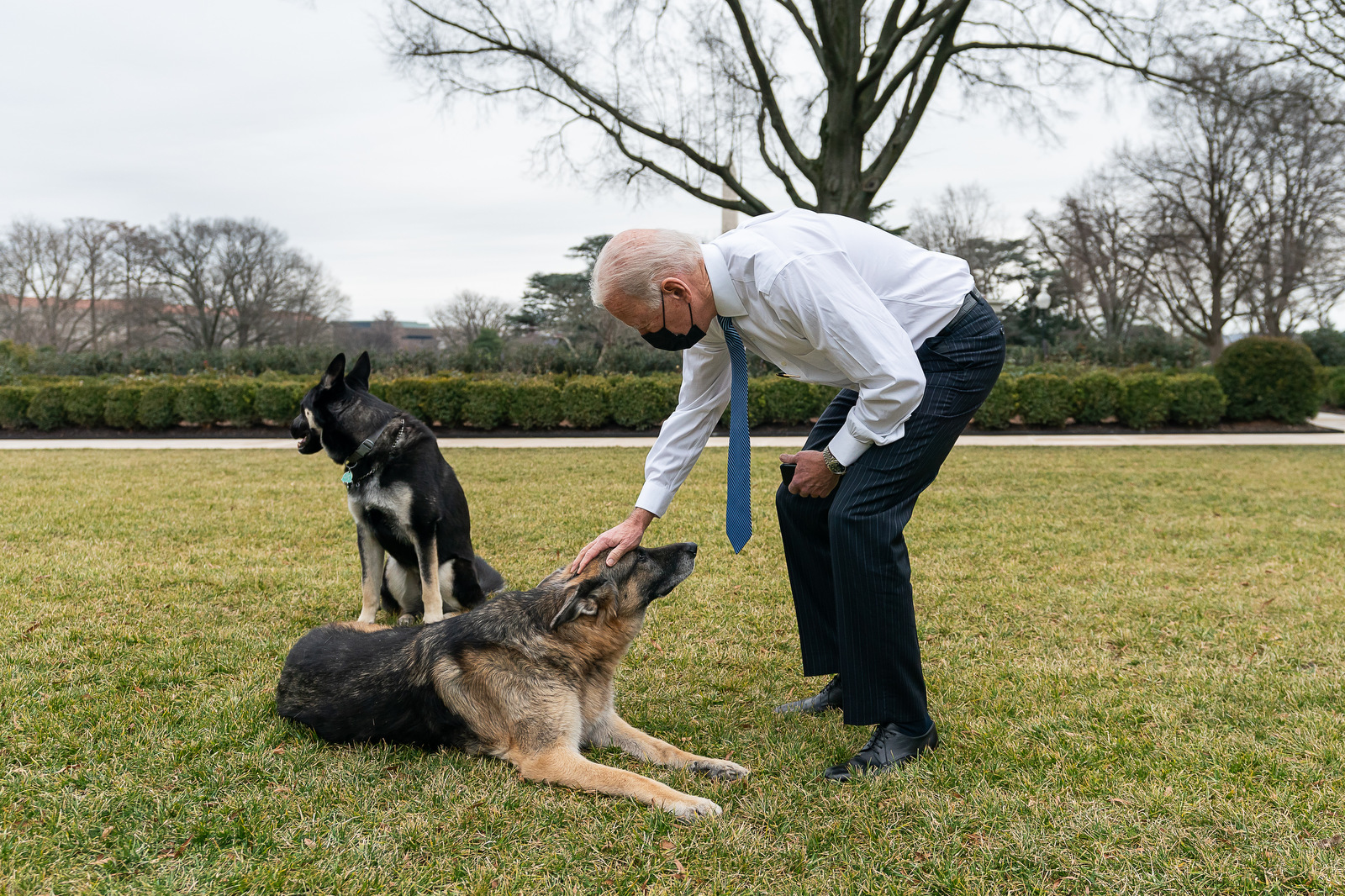
Biden acaricia a Champ als jardins de la Casa Blanca.